# トランスフォーマー アドベンチャー
『トランスフォーマー アドベンチャー』（原題：Transformers: Robots in Disguise）はアメリカ合衆国のテレビアニメである。アメリカ合衆国ではカートゥーン ネットワークで2015年3月14日に放送された。日本では、2015年3月15日から同年12月13日まで、アニマックスにて放送され、同年3月20日から同年12月20日まで、YouTubeやニコニコ動画でも配信されるほか、携帯電話・スマートフォン向けの無料配信アプリもある。2016年7月より第2シーズン『トランスフォーマー アドベンチャー -マイクロンの章-』が放送・配信。
『超ロボット生命体 トランスフォーマー プライム』同様、制作はハズブロ・スタジオ、アニメーション制作はポリゴン・ピクチュアズの合作体制で行う。

## 概要
なお、本作品は『トランスフォーマープライム』の最終作（最終シーズン）で完結篇であるアニメーション映画『Transformers Prime Beast Hunters: Predacons Rising』（トランスフォーマープライム ビーストハンターズ:プレダコン・ライジング）（日本未公開）の後日談となっており、戦争終結後のバンブルビーの成長譚が描かれている。そして2014年に行われたインタビューの中でハズブロは『プライム』とは違う作風になる予定であると話した。また、ハズブロのチーフコンテンツオフィサーのスティーブン・デイビスは、「子どもたちとトランスフォーマーの何が好きかをじっくりと話し合い、その会話から我々が学んだことをこのアニメに反映させた」と語っている。

## あらすじ
オートボットとディセプティコンの戦争はオートボットの勝利で終わりを告げ、荒廃していたサイバトロン星も復興を果たした。
平和となったサイバトロン星で警察官の職に従事していたバンブルビー。そんなある日、死んだはずのオプティマスプライムのヴィジョンが現れ「地球を迫りくる危機から救え」との新たな任務を授けられる。そしてオプティマスプライムに導かれ再び地球へ赴くのだった。
同じころ、地球にサイバトロン星の監獄船アルケモア号が墜落してしまい、収容されていた200体のディセプティコンが脱獄してしまう事態になってしまう。
バンブルビーは寄せ集めのメンバーと共に、逃亡した囚人のディセプティコン、そして迫りくる邪悪な存在に立ち向かう。

## キャラクター
声優は、日本語版 / 英語版。

### オートボット / Autobots

#### チーム・バンブルビー / Team Bumblebee
高速部隊長 バンブルビー / Bumblebee
声 - 木村良平 / ウィル・フリードル
本作品の主役。地球に降り立ったオートボットたちのリーダーとなる若きトランスフォーマー。一人称は「俺」。黄色いスポーツカー（ハンクの弁によると グリフィンモーターズ・1995年式ウィンドブレイザー） に変形する。サイバトロン星を救った伝説の司令官オプティマスプライムの側近として有名ながらも本星では警官として都市ケイオンで交通パトロールをしていたが、水面に映ったオプティマスプライムの幻影に導かれ地球へと赴く。
未熟ながらも部下のストロングアームやサイドスワイプたちを纏めようと奮闘している。「オプティマスのようなリーダーになる」ことを目標にしているが、同時にその目標の高さも認識しておりプレッシャーを感じることもあった。
出動時の掛け声を試行錯誤しているが、毎回イマイチ決まり切らず無視されている（「月に代わって出動だ！」「気分アゲアゲで出動しようぜ！」など。原語版のショートムービーでは延々と掛け声を試行錯誤する様が描かれている）。シーズン1最終話（第26話）で「エンジン全開で撤収しようぜ！」と掛け声を決め、以後「エンジン全開で～」を使用するようになった。
使用する武器は拳銃とスタンロッド状のキャプチャーデバイス。ディセプティコンハンターは基本的に電流を流す三叉槍に変形させている。
シーズン3『Combiner Force（コンバイナーフォース）』ではウルトラビーに合体する際には胴体（上半身）に変形する。
ウルトラビー / Ultra Bee
シーズン3『Combiner Force（コンバイナーフォース）』第2話（第47話）から登場。チーム・バンブルビーの4体または5体が合体した姿。
使用する武器はドリフトが変形した大剣・ドリフトソード。
保安員 ストロングアーム / Strongarm
声 - 近藤唯 / コンスタンス・ジマー
オートボット軍の女性兵士で、チームバンブルビーの紅一点。一人称は「あたし」。真面目で頼りにはなるが、融通が利かない一面もある。四輪駆動車のパトカーに変形する。バンブルビーの部下である士官候補生で、「相棒である上官と行動を共にすること」という規則に従って地球までついてくる。
功名心が強く、早く一人前と認めてもらいたいがために早計な行動を起こしたり、自分の意見を押し通すために規則を曲解して持ち出したりすることがあるものの、自分の行動や立場には責任を持っており、自分の失敗をしっかりと受け止めて反省することで成長していく。
使用する武器は拳銃とボウガン状のキャプチャーデバイス。ディセプティコンハンターもボウガン状に変形させている。
第18話で海底にあった沈没艦内で大量のフィクシット同型機に襲撃・拘束されて以来何らかのトラウマを抱えた様子が見られる。
グリムロックが公道を移動する際には、彼女がカバーをかけて台車に乗せて牽引する。
シーズン3『Combiner Force（コンバイナーフォース）』ではウルトラビーに合体する際には右腕に変形する。
音速戦闘員 サイドスワイプ / Sideswipe
声 - 濱野大輝 / ダレン・クリス
オートボットの一員で、リーゼントに似た頭部が特徴的。一人称は「俺」。型破りな個性の持ち主で、真面目なストロングアームと対立することもある。漢字で「瞬速」と刻まれた、ランボルギーニ・カウンタックを彷彿とさせる赤いスポーツカーに変形する。平和な日々に辟易していて、サイバトロン星で暴走行為を繰り返していたがストロングアームに捕まり、そのまま彼女に巻き込まれる形で地球に来てしまう。地球でラッセルと最初に出会い、以降しばしば行動を共にする。
アンダーバイトとの遭遇時に出会ったばかりのラッセルをアンダーバイトから逃がそうとしたり、グリムロックが操られた時にはグリムロックが裏切るわけがないと最後まで信じ貫くなど、仲間思いの性格。また俊足だけが取り柄だと思われていたが、実は結構な切れ者であることが後に判明する。第16話でバーテブレイクによって頭部を挿げ替えられる羽目に陥った時に、奪回された頭部だけでバーテブレイクとの対抗策を立案、指示していた。
シーズン2『マイクロンの章』第1話（第27話）の序盤では闘う力を失ったオプティマスプライムを足手纏い扱いしていたが、共に戦ううちに彼の戦い振りを認め、自身の考えを改めた。
使用する武器は刀剣状のキャプチャーデバイス。ディセプティコンハンターも刀剣状に変形させている。『マイクロンの章』第11話（第37話）では、負傷したドリフトに代わって一時的にジェットストームとスリップストリームを両腕に装着して射出する技も披露した。
シーズン3『Combiner Force（コンバイナーフォース）』ではウルトラビーに合体する際には左腕に変形する。
恐竜戦士 グリムロック / Grimlock
声 - 山橋正臣 / カリー・ペイトン
監獄船アルケモア号に投獄されていた緑色のダイノボット。一人称は「俺様」。怪力の持ち主で、メカティラノサウルスに変形する。ディセプティコンであるが、仮釈放という方便でチームの一員となる。その後、第8話でのミニトロンの一件で仲間たちと絆を深め、正式にオートボットの仲間入りを果たす。
戦いが好きであまり利口ではないものの、協調性はあり根は優しい性格。戦闘に置いても放置されていたドラム缶にハンマーストライクを閉じ込めたり、クイルファイアの棘に対して駐車車両を盾にするなど同種の中では頭の回転が早い方である。逮捕された理由も特別凶悪なものではなく、その怪力ゆえに起こした器物破損であった。その一方、暗くて狭い場所はあまり好きではなく、地球の猫に対しては恐怖心を抱くこともある。なおダイノボットとしての本能である破壊衝動を我慢しているためストレスが溜まっていて、一時期は夜中に基地を抜け出し、スカウルが出て来た時は敵味方問わずの仲間の出現に喜んだりした。
体術を得意とし、必殺技は「キャノンボールアタック」というダイビングプレス。原語版のショートムービーではサイドスワイプから借りたディセプティコンハンターをデニーとともにテストしていたが、最も自分が得意とする武器を思い浮かべたところ、自身の拳であったために、武器を必要としていないことが描かれている。
当初はディセプティコンエンブレムを付けていたが、第8話で正式に認められオートボットエンブレムを与えられる。
シーズン2『マイクロンの章』第6話（第32話）ではストロングアームのように賢くなりたいと考え、サーバーのデータを全て吸い取り天才になるもデータの取り込みすぎで頭脳回路を損傷しかけてしまう。その最中の戦闘で敵アジトに駆けつけたデニーとラッセルとフィクシットにより、元の状態に戻され回復している。
なお、出動の際には周囲に目立たないようにした姿で任務に赴いている。
シーズン3『Combiner Force（コンバイナーフォース）』ではウルトラビーに合体する際には胴体（下半身）に変形する。
技術者 フィクシット / Fixit
声 - 松浦義之 / ミッチェル・ホイットフィールド
オートボット軍の一員であるマイクロンで、役職はメカニック。一人称は「自分」。玩具および日本語版OP映像ではドリル工作車に変形するが、第11話ではトングに変形していた。あらゆることに詳しいが、落ち着きに欠けたそそっかしい存在でもあるため、故郷ではスピーカーというあだ名を付けられていた。
サイバトロン監獄船アルケモア号のクルーの一人だったが、地球に墜落し収容していた囚人全員に逃げられてしまう。彼自身も墜落の影響で発声回路を故障してしまい、時々異音を発したり突発的に発声を繰り返す他、単語を言い間違えたりする。第20話ではその状態が悪化し、デニーが修理しようとした結果、体から沢山の武器を出して、スクラップ場の各所に仕掛けた罠でバンブルビーたちに襲い掛かった。その際、チョップショップの右側の一体が本体を収容ポッドから逃がし、全員で逃げようとしたところ、フィクシットは命令を無視したと見做してチョップショップを殺そうとするが、そこを捕縛されてデニーに修理され元に戻った。
なお上記の暴走はデニーによる修理が上手くいってしまい、今まで破損によって動いていなかった「看守としての機能」だけが正常に起動したことに起因する。
ストロングアームが第18話でフィクシットと同型の警備ロボに襲われたことから、バンブルビーたちはフィクシットが警備ロボではないかと推測している。また、多連装ミサイルやマシンガンなどの過剰な武装やバンブルビーすら片手で投げ飛ばす怪力からも戦闘力の高さが窺い知れる。
原語版のショートムービーによると日常生活において、グリムロックによく踏み潰されていることが描かれている。
日本語版では関西弁をしゃべるという設定になっている。
剣術師範 ドリフト / Drift
声 - 杉田智和 / エリック・ボーザ
第12話から登場。侍のような姿をした高名な賞金稼ぎ。ブガッティ・ヴェイロンを彷彿とさせる橙色のスポーツカーに変形する。2本の刀を武器とする他、両腕に弟子のマイクロンが変形した手裏剣を装着している。日本版予告では侍の姿から、バンブルビーたちには『参乗合体 トランスフォーマーGo!』に登場したソードボット / Swordbotだと思われていた。
厳格だが義理堅い性格で、正々堂々とした戦いを好む。
無断でスペースブリッジを使用してサイドスワイプとストロングアームを連れ去ったことで評議会の怒りを買い賞金首となったバンブルビーを狙って地球に赴くが、同じ理由で地球に赴いたフラクチャーと交戦中、窮地に陥ったところをバンブルビーに救われたことから、強引ながらも恩返しとして彼の護衛についた。フラクチャーとの戦闘後は、無事にバンブルビーを守り抜いて恩義を果たしたことで、自身の宇宙船で地球を去った。
第17話でジェットストームがミスを恥じて地球に向かったのを追って再度地球を訪れて以降、チームワークやコミュニケーションをバンブルビーたちから学ぶためにチームの新たなメンバーに加わる。
シーズン3『Combiner Force（コンバイナーフォース）』ではウルトラビーに合体する際には大剣・ドリフトソードに変形する。
マイクロン剣士 スリップストリーム / Slipstream
声 - 祐仙勇 / ロジャー・クレイグ・スミス
ドリフトの弟子として仕えるマイクロン。赤いディスクに変形し、ドリフトの右腕に装着する。ロボットモード時は薙刀を武器とする。
かつては窃盗などを生業としていたが、ドリフトと出会って改心し、彼を師と仰ぐようになった。
マイクロン剣士 ジェットストーム / Jetstorm
声 - 畠中祐 / ロジャー・クレイグ・スミス
ドリフトの弟子として仕えるマイクロン。黒いディスクに変形し、ドリフトの左腕に装着する。ロボットモード時はヌンチャクを武器とする。
スリップストリームと同じ経緯でドリフトを師と仰いでいるが、若干ストイック過ぎる性格の持ち主。
第17話ではドリフトの刀の磨き方を間違ったことを恥じて地球のラッセルの元に向かったことで、ドリフトたちがバンブルビーたちのチームに加わる切っ掛けをつくる。

#### その他のオートボット
エリートガード ジャズ / Jazz
声 - 高木渉 / アリフ・S・キンチェン
第10話から登場。長きに渡ってオプティマスプライムと共に戦ってきたエリートガードの戦士で、バンブルビーとは旧知の仲。サイドスワイプから憧れられている。『初代』アニメシリーズに似たデザインのスポーツカーに変形する。
肩から強力な音波を放つことが出来る上、格闘にも長けている。
評議会の命令で、行方不明となったアルケモア号と、無断でスペースブリッジを使用して消息を絶ったバンブルビーたちの捜索のために地球に赴き、そこでチーム・バンブルビーと共にペッドと交戦した。ペッド拘束後は、バンブルビーたちの活躍を伝えて評議会の誤解を解く目的から、自身の宇宙船でサイバトロン星へ帰還した。
本作品では歴代シリーズのジャズとしては初めて、バイザーオフの素顔を晒している。
ウィンドブレード / Windblade
声 - 生天目仁美 / クリスティー・ウー
第23話から登場。芸者のような姿をした女性型オートボットで、VTOLジェット戦闘機に変形する。
本編より千年前に創造神プライマスの密命を受けて地球に飛来、1ヶ月ほど前に覚醒後、地球にて密命に従い独自にディセプティコン狩りをおこなっていた。地球に送り込まれる際、プライマス直々に探索機能を強化されている。
ファンシークローズとの交戦時にサイドスワイプと出会い彼の案内でバンブルビーたちと合流、ジザの逮捕に協力した後は再び世界に散らばったディセプティコンを捕らえるため立ち去るも、第25話で異変を感じ再びクラウンシティに戻った。
最初はジザに奴隷として操られていた人間を「人間なんて沢山いる」という理由で犠牲にしようとするが、ストロングアームに叱責されたことで考えを改めた。メガトロナスとの決戦を終えた後には「ストロングアームが威張らないように見張る」と言うサイドスワイプに対し「私はニンジャが暴走しないよう見張る」とチーム・バンブルビーに加わり、シーズン2『マイクロンの章』第13話（第39話）の決戦の後はアルケモア号の護衛も兼ねてサイバトロン星へ帰還した。
初出は2013年にハズブロがトランスフォーマー30周年記念に行ったファン投票「Fan Built Bot」で決定された属性を元にデザインされたキャラクターで、玩具はジェネレーションズシリーズで2014年発売されている。本作品でのデザインもほぼジェネレーションズ版と同じ。
アンダートーン / Undertone
声 - 無し
シーズン2『マイクロンの章』第12話（第38話）から登場。ラチェットの助手として共に地球に訪れたマイクロンで、白いディスクに変形し、彼の左腕に装着する。
寡黙であるものの、ラチェットの命令には忠実。トイはアニメとはかなりデザインが異なり、日本未発売。
トゥールボックス / Toolbox
声 - 松浦義之 / ミッチェル・ホイットフィールド
シーズン2『マイクロンの章』第12話（第38話）から登場。フィクシットと同型のマイクロンで同じアルケモア号の看守。
グロウストライクたちに他の同型の仲間たち共々虜囚とされ、奴隷同然に酷使されていたが、隙を見て脱獄した後チーム・バンブルビーに救われる。
ブラー / Blurr
声 - （日本版未放送） / マックス・ミッテルマン
シーズン3『Combiner Force（コンバイナーフォース）』第4話（第49話）より登場。

#### チーム・プライム（オプティマス部隊） / Team Prime
かつてオプティマスプライム、バンブルビーと共に地球で戦ったオートボット戦士のグループ。
オプティマスプライム、ラチェット以外のメンバーはIDW社から刊行されている『Robots in Disguise（2015 comic）』に登場している。
オートボット司令官 オプティマスプライム / Optimus Prime
声 - 楠大典 / ピーター・カレン
オートボット軍の伝説の司令官だった人物。赤と青のトレーラートラックに変形する。一人称は「私」。
サイバトロン星では死亡したとされているが、バンブルビーを導き地球で再会する。しかし自分が生きているかは何とも言えないといい、「地球を救え」と命じ消える。理由は不明だが、バンブルビーが本当に助けが必要な時のみしか話すことを許されていない。
第14話時点ではプライムのエリアと呼ばれる領域にて最初の13人のプライムたちの師事を受け、来るべき地球での戦いに備え修行しており、最初の13人のプライムのひとりマイクロナスよりプライムソードを授けられる。
いよいよ地球に危機が迫った時、命の源であるスパークをプライムたちに注入されたことでシュプリームモードへとパワーアップし地球へ降り立った。チーム・バンブルビーと力を合わせメガトロナスを退けたオプティマスプライムはバンブルビーをチームの良きリーダーと認め、あくまで同志としてチーム・バンブルビーに加わる。
シーズン2『マイクロンの章』第1話（第27話）にてマイクロナスにプライムたちのスパークを返還したことでパワーダウンした。だが、修行時代に獲得した対象物の色のみをスキャニングするカラーチェンジの能力を始めプライムの知恵を伝えることでかつてのリーダーシップを発揮し、徐々に回復していった。オールスパークと共にサイバトロン星のコアと融合した直後に助かった理由は、歴代のプライムたちによってプライムのエリアに入ったということが第12話（第38話）で明かされた。第13話（第39話）でのディセプティコン島での決戦後はアルケモア号の護衛を兼ね、自分を戦犯扱いした新政府の思惑を探るべくサイバトロン星へ帰還したものの、想像以上にサイバトロン星の情勢が不安定だったために帰還を中断し、旧友から宇宙船を貰い単独行動をしていた。第17話（第43話）にてスタースクリームが地球へ襲来したことをバンブルビーからの報告で知り、スタースクリームの企てる計画と野望を阻止すべく再び地球へ降り立った。第19話（第45話）にてハイパーマイクロンのエアロボルトと合体しハイパーサージオプティマスプライム / Hyper Surge Optimus Primeとなり、ハイパーサージモードとなったスタースクリームと死闘を繰り広げた。戦闘後はスタースクリームと傭兵たちを連行するためサイバトロン星へと帰還した。
看護員 ラチェット / Ratchet
声 - 子安武人 / ジェフリー・コムズ
シーズン2『マイクロンの章』第12話（第38話）から登場。かつてバンブルビーやオプティマスプライムと共に地球でディセプティコンと戦った同志で、白と橙の救急車に変形する。一人称は「私」。
オプティマスプライムが行方不明になった後、サイバトロン星の復興に尽力したが、新政府がオプティマスプライムを先の大戦の戦犯として扱い歴史から抹消しようとしたことに抗議したため、ディセプティコンの残党狩りを命じられる形で地球へ左遷された。その後クランプダウンとの戦闘中にオプティマスプライムを含めたバンブルビーたちと再会し、彼らと共にディセプティコン島の決戦に挑んだ。戦闘後はアルケモア号の護衛を兼ねてサイバトロン星へ帰還した。
玩具はストロングアームの仕様変更品で、前作『プライム』とは若干ビークルモードが異なる。
精鋭部隊隊長 ウルトラマグナス / Ultra Magunus
オートボットの精鋭部隊隊長である副司令官。青いトレーラートラックに変形する。地球では「チーム・ウルトラマグナス」を率い、バンブルビーらを陰ながらサポートする。ストロングアームとは仲間として戦っていたことがあり、心から尊敬されている。
指揮官として非常に高い能力を有するが、自分をリーダーの器ではないと考えており一人の戦士であろうとする。巨大なハンマーを振り回してどんな強力な敵でも粉々にする。
玩具は『ビーストハンターズ』版の流用で、ナンバリングはTAV14。
外伝漫画「帰ってきた！最凶コンビ」ではサイバトロン星でロックダウン一味に捕まったフリをして近づく。
IDW社から刊行されている『Robots in Disguise（2015 comic）』にも#0から登場。フレイムフェザーを捕まえるチーム・バンブルビーをモニターで監視していた。#2ではクリップシェイドを捕まえるため地球へ降り立ち、アーシー、バルクヘッドらチーム・プライム（オプティマス部隊）を引き連れてチーム・バンブルビーに協力を仰ぐ。#4ではオーバーヘッドらサイバーコマードセクト一味を逮捕し、バンブルビーを「君のチームは君を必要としている」と評してサイバトロン星へ帰還した。
シーズン3『Combiner Force（コンバイナーフォース）』第25話（第70話）ではオプティマスプライムの支持者の1人としてオートボット高等評議会のブラックリストに登録されていた。
デザインは前作『プライム』のシーズン3『Beast Hunters（ビーストハンターズ）』から変わりないが、劇中で義手となってしまった右腕は治っている。武器は『ビーストハンターズ）』から変わらずソラスプライムハンマー。
警備員 バルクヘッド / Bulkhead
声 -（日本版未放送） / ケビン・マイケル・リチャードソン
緑のSUVに変形する。#0から登場。#1ではスピンヘッドを逮捕するチーム・バンブルビーを影から監視していた。#2ではバンブルビーとの再会を喜ぶ。
劇中ではシーズン2『マイクロンの章』第14話（第40話）にて、オメガワンを訪れたバンブルビーが彼との思い出を懐かしんでいた。
シーズン3『Combiner Force（コンバイナーフォース）』第23話（第68話）ではオプティマスプライムに呼び出されスペースブリッジからチーム・バンブルビーの前に現れる。
偵察員 アーシー / Arcee
青いバイクに変形する。#0から登場。#1ではスピンヘッドを逮捕するチーム・バンブルビーを影から監視していた。#2でチーム・バンブルビーと対面した際は、アーシーの追っかけだったと言うストロングアームに感激されていた。
シーズン3『Combiner Force（コンバイナーフォース）』第25話（第70話）ではオプティマスプライムの支持者の1人としてオートボット高等評議会のブラックリストに登録されていた。

### ディセプティコン / Decepticons
本作品のディセプティコンは全員が元メガトロンの配下だったわけではなく、窃盗や器物損壊などの軽度のものも含めて何かしらの犯罪を起こしたTFを一律にディセプティコンとして扱っている。サイバトロン監獄船アルケモア号の囚人たちであったが、アルケモア号が地球に墜落した際にグリムロックを除く全員が脱獄を果たす。フィクシットの弁によると囚人の数は200体。ディセプティコンエンブレムには囚人追跡装置が内包されているため、スチールジョーは自身と仲間になった囚人たちのエンブレムを引き裂いたり、傷を付けている。このことから今作のディセプティコンエンブレムは別に軍団エンブレムというわけではなく、囚人管理・追跡用のマークとなっている。また、多くの者は地球の動物に似た姿や特徴をしている（ストロングアームがそのことに触れて、その動物の特徴を利用した倒し方をしたこともある）。

#### スチールジョーとその一味 / Steeljaw's Pack
スチールジョーをリーダーとするディセプティコンの一団。各々の犯罪歴は異なるものの、スチールジョーの目的である地球侵略に協力している。
第26話でメガトロナスの陰謀に巻き込まれ、さらにオートボットとの交戦で壊滅したものの、『マイクロンの章』第3話（第29話）でスチールジョーがグロウストライク一味と結託し、第7話（第33話）でオートボット基地から仲間を釈放した後、グロウストライク一味と協力関係となる。
野獣団長 スチールジョー / Steeljaw
声 - 中村悠一 / トロイ・ベイカー
第3話から登場。本作品のメインヴィラン的存在。狼男のような姿をしており、狼の頭部に似た形状のグレーのオフロード車に変形する。
狡猾な性格で、オートボットにはアルケモア号の元看守であり地球で平和で暮らしながら更生したいと言っているが、実際は脱獄した仲間たちとともに地球を新たな故郷とすべく侵略を目論んでいる。そのため脱獄囚たちの中でも最重要指名手配されている。ディセプティコンの同胞を「兄弟」と呼び仲間意識は強いものの、役に立たない仲間はあっさり見限るという強かな一面を持つ。
ディセプティコンエンブレムが囚人追跡装置と知っており、追跡を逃れるために自らの鉤爪で両肩のエンブレムを引き裂いている。
第13話までにサンダーフーフ、アンダーバイト、フラクチャーを味方につけるも、クランプダウンを勧誘した際に彼とサンダーフーフのせいでチーム・バンブルビーと交戦、一時は敗れて拘束されるも隙を突いて手錠を外し、ゴミ運搬船を流してバンブルビーたちの気を引かせている間に仲間たちを救出した。
第21話で超音波の専門家としての知識を活かし、デニーのスクラップ場を占拠した際は、システムの設定を変え超音波を発生させてバンブルビー一同を近づけられないようにしたが、その超音波がマイクロンには無効であるという隙を突かれて敗北した。
第21話ラストで自分たちを自由の身にしたと主張するメガトロナスの思念を受け「地球を与える条件に自身を異空間より開放しろ」という用件を内心疑いながら承諾する。しかし、第26話でその話が嘘だったことを知り、騙されていたことに怒ってメガトロナスに戦いを挑むも、明らかなほどに力の差があったために敗れ去ってしまう。さらにメガトロナスによってどこかに吹き飛ばされてしまうものの、致命傷に到らずどうにか生き残っている。
シーズン2『マイクロンの章』第3話（第29話）で偶然キックバックと再会し、その際の会話を切っ掛けにグロウストライク一味の存在を知り彼女らと結託。第7話（第33話）ではバンブルビーに逮捕されると、彼らが留守の隙に腕に仕込ませていた超音波装置でステイシスポッドから脱走、サンダーフーフとクランプダウンを救出し、新たにビスク、スプリングロード、クイルファイア、グランドパウンダー、オーバーロードを解放し、グロウストライクとセイバーホーンの信頼を得た。頭の良さを買われてスコルポノックに代わる副官に任命にされ、基地に保管されていた2つのディセプティコンハンターを取り出すよう命じられるが、取り出すのに成功すると共に反逆し、彼らのリーダーの座に着いた。そして混戦の最中バンブルビーが落としたディセプティコンハンターを奪い、その3つを合わせることでシュプリームモードとなり、バンブルビーとオプティマスプライムと死闘を繰り広げた。しかし、フィクシットたちの加勢で生じた一瞬の隙を突かれてバンブルビーにディセプティコンハンターを奪還され、シュプリームモードとなった彼によって床の金属で足を固められてしまい、必死に脱出を試みるも敵わず、爆発した催眠爆弾でコールドスリープ状態となり遂に逮捕された。
シーズン3『Combiner Force（コンバイナーフォース）』第17話（第62話）では解放され、サンダーフーフ、アンダーバイト、クイルファイアを味方につけるも、サンダーフーフとは意見の食い違いで彼と衝突し力ずくで彼の角を押さえこみ、再び彼を味方につける。
玩具では彼の兄であるファントムジョーが登場する。
番犬兵 アンダーバイト / Underbite
声 - 後藤光祐 / リアム・オブライエン
第1話から登場。バンブルビーたちが最初に遭遇したディセプティコン。犬と恐竜を足して二で割ったようなイヌ科の肉食獣に似た4足歩行の動物の姿をしており、紫のフューチャービークルに変形する。金属が大好物。金属を食べるほどパワーアップするマッスルティコンという種族のトランスフォーマーで、金属を食べないと動きが鈍り、プラスチックを食べてしまうと体調を崩すという欠点を持つ。ニューオンシティという街を食いつくした犯罪歴を持つ。
自惚れ屋で、バンブルビーらに対して何かと自分の力を誇示していた。デニーのスクラップ場を荒らした後、クラウンシティを次の獲物として襲撃しようとするも、金属を食べないと動けなくなる弱点を突かれて採石場に誘い込まれ、すんでのところで押し返しデニーを人質に取るもオプティマスプライムによって崖下に落とされ気絶し、そのまま逮捕された。
その後は臨時基地となったデニーのスクラップ場でポッドに収監されていたが、第8話にてグリムロックに取り憑いたミニトロンによってポッドごと連れて行かれてスチールジョーに引き渡され、彼の仲間になった。
第26話の中盤、自分たちとは悪としての次元が圧倒的に勝るメガトロナスに恐れをなして、スチールジョーを見限り逃げようとするもチーム・バンブルビーと交戦。グリムロックとの格闘の末、メガトロナスに吹き飛ばされたバンブルビーのキャノンボールアタックを喰らって気絶したところを再逮捕された。
シーズン3『Combiner Force（コンバイナーフォース）』第17話（第62話）ではスチールジョーと共に解放され、再び彼の仲間になった。
怪力戦士 サンダーフーフ / Thunderhoof
声 - 平田広明 / フランク・スタローン
第6話から登場。頭に生えた鹿のような角が特徴のディセプティコン。サイバトロン星では一番のシマを誇ったマフィアで、青い耕耘用トラクターに変形する。細身だがグリムロックを戦闘不能に陥れるほどの怪力を誇り、頭突きや足踏みで電撃を発生させて戦う。
脱走直後、自分を目撃したアーノルドたちに伝説の妖怪「シカピョン / Kospego」と勘違いされたことを利用し、彼らを脅迫して資材を調達させてスペースブリッジを建設し、サイバトロン星への帰還を目論んだ。しかし所詮は素人の造ったものだったために暴走してブラックホールを発生させてしまい、バンブルビーとサイドスワイプとの交戦の末に吸い込まれてしまった。しかし運よく別の森に転送され、そこで偶然出会ったスチールジョーにエンブレムを引き裂かれて勧誘され、半信半疑ながらも彼の仲間となった。
第13話ではチームに馴染んでいたものの、かつて警察に自身を売ったクランプダウンが仲間に加わったことで激昂、スチールジョーの静止を拒んでクランプダウンに報復しようとし、結果チーム・バンブルビーと交戦することになってしまう。執拗にクランプダウンを捕まえようとするも、お互い水溜りで足を滑らせて頭が直撃して気絶したところを拘束されてしまうが、隙をついたスチールジョーによって他の仲間諸とも解放された。
第26話の中盤、自分たちとは悪としての次元が圧倒的に勝るメガトロナスに恐れをなし、スチールジョーを見限り逃げようとするもチーム・バンブルビーと交戦。サイドスワイプとストロングアームのコンビネーションに敗れ、気絶したところを逮捕された。
シーズン2『マイクロンの章』第7話（第33話）ではスチールジョーによって解放された。アルケモア号でのオートボットとの決戦ではグランドパウンダーと共に通信室でサイドスワイプ、ストロングアーム、グリムロックと交戦。サイドスワイプとストロングアームの二人を圧倒するが、彼らのコンビネーションの前に敗れる。後にオートボット基地の戦闘トレーニング用ドローンのモデルに彼が利用されている。
シーズン3『Combiner Force（コンバイナーフォース）』第17話（第62話）ではスチールジョーと共に解放され、スチールジョーとは意見の食い違いで彼と衝突し力ずくで彼に角を押さえこまれ、再び彼の仲間になった。
原語版ではイタリア訛りで喋り、日本語版ではべらんめぇ口調に似た荒っぽい乱暴な口調で喋る。
マイクロン操者 フラクチャー / Fracture
声 - 勝杏里 / ケビン・ポラック
第12話から登場。ディセプティコン直属の賞金稼ぎで、フロント部分が山羊の頭部に似た形状の紫のチョッパーバイク風のオートバイに変形する（初登場時はタイヤのないスピーダーバイク風のサイバトロンビークル）。
正々堂々としたドリフトとは異なり、勝つためなら手段を選ばない狡猾な性格。背中に背負ったキャノン砲や両腕から展開するブレードの他、閃光弾など様々な武器やトラップを駆使する。
ドリフトと同じくバンブルビーを狙って地球に赴き、そこでドリフトやチーム・バンブルビーと交戦する。様々な罠を張り巡らせてストロングアーム、グリムロック、サイドスワイプ、デニーを捕えて人質に取り、バンブルビーやドリフトを追い込むも、ラッセルとフィクシットの起動させたインベーダーゲームの映像に気を取られた隙にスリップストリームとジェットストームに人質と宇宙船を奪われ、マイクロンたちを引き連れて逃亡した。その後、第13話にてスチールジョーの勧誘を受け、彼の仲間に加わっていた（囚人ではないにもかかわらず胸のエンブレムは傷つけられている）。
第25話にてスチールジョーの命令でフィクシットの拉致と囚人たちの救出を図るが、復活し地球に送られてきたオプティマスプライムにあっさり倒された。
日本語版では語尾に「～だぜ」とつくことが多く、転倒した際など「痛ぁい」と悲鳴を上げる。
マイクロン ダイブボム / Divebomb
声 - 松島昭浩 / カリー・ペイトン
フラクチャーに仕えるマイクロン。紫のミサイルに変形し、フラクチャーの左肩に装着する。
ヒューマノイド型だが類人猿のように腕が長く、鉤爪を武器とする。
玩具はマイクロンシューターフラクチャーには付属せず、関連商品の購入者に配布されたキャンペーン品。後に単品で一般販売された。
マイクロン兵士 エアレイザー / Airazor
声 - マンモス西尾 / ロジャー・クレイグ・スミス
フラクチャーに仕えるマイクロン。紫のミサイルに変形し、フラクチャーの右肩に装着する。
寸詰まりの上半身に、節足動物のような下半身が特徴。
クランプダウン / Clampdown
声 - 佐藤せつじ / ジム・カミングス
第13話から登場。蟹に似た姿のディセプティコンで、木目が入った赤いボーイレーサー（レース用の改造車）に変形する。強力な腕のハサミを武器とし、本物の蟹のように横歩きで移動することもある。
人の弱みに付け込んで恐喝を行うゆすり屋で、サイバトロン星で評議会の議員を恐喝した容疑で逮捕されていた。その際、減刑を目論んで仲間だったサンダーフーフの情報を警察に垂れ流したことで彼が逮捕される切っ掛けを作ったことから、彼には相当恨まれている。
脱走後はクラウンシティ郊外の放水路に潜伏していたが、チーム・バンブルビーにアジトを発見されたために逃走、その際にスチールジョーに勧誘されて彼らのアジトに招待された。だが自身を恨むサンダーフーフが居合わせたため脱走し、港のゴミ捨て場まで逃げるもそこでチーム・バンブルビーと鉢合わせ、スチールジョーらのアジトを教える代わりに脱獄の容疑を無罪放免にして欲しいと懇願した。追いかけて来たスチールジョーらとバンブルビーたちが交戦している中、必死にサンダーフーフから逃げようとするも、お互い水溜りで足を滑らせて頭が直撃して気絶したところを拘束された。前述の件で解放を要求するも、バンブルビーから「警察官の自分たちに襲いかかった罪で逮捕する」と一蹴されてしまった。しかし隙をついたスチールジョーによって他の仲間もろとも解放され、彼の仲間に加わった。
第26話の中盤、自分たちとは悪としての次元が圧倒的に勝るメガトロナスに恐れをなして、スチールジョーを見限り逃げようとするもチーム・バンブルビーと交戦。ウィンドブレードとドリフトたちのコンビネーションに敗れ、気絶したところを逮捕された。
シーズン2『マイクロンの章』第7話（第33話）ではスチールジョーによって解放されて再び彼の部下となるが、第12話（第38話）にて地球にやってきたラチェットに追われ、バンブルビーたちに再逮捕される。
シーズン3『Combiner Force（コンバイナーフォース）』第17話（第62話）ではスチールジョーと共に解放され、再び彼の仲間になった。
日本語版での一人称はオイラで、「ガッチガチやぞ」「ガチで」が口癖となっている。また登場キャラクターの中でも非常にアドリブが多い。
ミニトロン / Minitron
声 - 宮田幸季 / 無し
第8話から登場。緑色のダニ型ディセプティコン。噛み付いた相手を洗脳して操る能力を持つ。
スチールジョーに差し向けられてグリムロックに取り憑き、基地を暴れまわった末にアンダーバイトを救出した。だが足跡を残してしまうなどのミスでバンブルビーたちにアジトを発見されてしまい、スチールジョーに見限られてしまった末に、最終的に意識を取り戻したグリムロックに吹き飛ばされて気絶したところを逮捕された。
キックバック / Kickback
声 - 泰勇気 / リアム・オブライエン
第21話から登場。バッタに似た姿のディセプティコンで、フォーミュラカーに似た細長いドラッグレースカーに変形する。
サイバトロン星では多くの犯罪の使い走りとして加担しており、そのためか相手に媚を売るような敬語で話す。
脱走先でスチールジョー一味と出会い仲間に加えてもらおうとするも、まだ追跡装置であるエンブレムが壊されてなかったために初仕事としてオートボットをおびき寄せるためのおとりにされてしまった。その後バンブルビーたちが駆け付けた時、一瞬の隙を突いて逃亡した。
シーズン2『マイクロンの章』第3話（第29話）では先のスチールジョー一味との一件後に紆余曲折あってグロウストライク一味に取り入り、その使い走りをしていたところ偶然スチールジョーと再会、彼がグロウストライク一味と結託するきっかけをつくる。
名前の由来はインセクトロンのバッタ型メカに変形する同名のキャラクターだが、モチーフがバッタであり、小心者であること以外の繋がりはない。
ビスク / Bisk
声 - 佐藤せつじ / カリー・ペイトン
第4話から登場。ロブスターのような姿のディセプティコン。オレンジのスポーツタイプのフューチャーカー（玩具ではタイヤのついたスポーツカー）に変形する。暴走や暴力といった犯罪行為を全てゲームだと思っており、ハイスコアを更新するために犯罪行為を繰り返していた。
ゴルフ場を襲撃したところをチーム・バンブルビーに発見され、彼らのコンビネーションに気を取られて、後ろから回り込んだグリムロックのキャノンボールアタックを食らって気絶したところを拘束された。
シーズン2『マイクロンの章』第7話（第33話）では、スチールジョーによって解放され、グロウストライク一味に合流。その後、ミッシングボードを盗む任務を与えられていたがライブ会場に潜入したバンブルビーとライブ中のステージで交戦。敗れて再逮捕される。
日本語版では一人称が「オレっち」で、ロブスターがモデルでありながら、「ズワイ」「タラバ」「ミソ」といった蟹に関連した言葉を頻繁に口にするほか、「～ガニ」という口調で話す。また口からビームを吐くときは「エビーム」という掛け声を出す。
冒険家 スプリングロード / Springload
声 - 飛田展男 / ジョン・スティーブン・ロシャ
第9話から登場。両生類型ディセプティコンで、黄緑色のピックアップトラック（玩具ではSUV）から牙が生えたカエル型ロボットに変形する。
金属生命体だが地球の蛙のように喉を膨らませて鳴くことが出来る。
身体中が強力な酸で覆われており、舌に酸を纏わせて戦う。サイバトロン星ではこの能力を武器に博物館などで多くの警察官たちを返り討ちにしてきた。
拘束される前から永遠のパワーをもたらすエネルゴンの泉があるという伝説の古代都市ドラドスを探しており、本人曰く眠らず探しているらしい。
脱獄してからもここがサイバトロンではないと気付かないままドラドスを探し続けており、とある古代遺跡を荒らし回っていたが、ストロングアームとバンブルビーの騙し討ちによって棺の中に閉じ込められたところを拘束された。
第17話でジェットストームが乗って来た脱出ポッドが墜落してぶつかった衝撃で収容ポッドが破壊され、収容ポッドから出てしまったクイルファイアに解放され、軍事基地から盗んだ戦車でバンブルビーたちを襲ったが、ドリフトたちの協力もあり再逮捕される。
シーズン2『マイクロンの章』第7話（第33話）では、スチールジョーによって解放され、グロウストライク一味に合流した。第8話（第34話）では、スチールジョーからドラドスに連れて行ってもらうのを条件に協力していることを明かしている。アルケモア号でのオートボットとディセプティコンの決戦には姿を見せず、その後の消息は不明になった。
日本語版での一人称は「オラ」や「あっし」で、語尾に「ケロ」（カエルの鳴き声と青森弁をかけた物）とつく。
革命戦士 クイルファイア / Quillfire
声 - 岸尾だいすけ / アンディ・ミルダー
第11話から登場。ヤマアラシに似た姿のディセプティコンで、ベージュ色のSUVに変形する。
権力者を嫌っている自称『革命軍の兵士』で、革命を成し遂げると背中の棘で自身の紋章を刻み込む。棘には敵の神経を麻痺させる毒があり、この棘を青色に発色させ発射して戦う。
最初の戦闘でバンブルビーを負傷させた後、カーニバル会場の象たちを囚われた仲間と勘違いして脱走させたりしたが、自身の毒で精神年齢が幼くなったバンブルビーにペースを崩され、自身が放った棘が誤って自分に刺さり、自滅という形で逮捕された。
第17話でジェットストームが乗って来た脱出ポッドが墜落してぶつかった衝撃で収容ポッドが破壊され、収容ポッドから出てしまい、同じく収容ポッドに入れられていたスプリングロードを解放し、ドラドスに案内すると嘘を付き（クイルファイア自身はドラドスを「ただの言い伝え」と思っている）、スプリングロードを連れて軍事基地から戦車を盗み、戦車の操縦室に進入して来たジェットストームとスリップストリームとの戦いの最中にスプリングロードに嘘がバレて喧嘩になり、スプリングロードと共に戦車から降りたところを捉えられて再逮捕された。
シーズン2『マイクロンの章』第7話（第33話）では、スチールジョーによって解放され、グロウストライク一味に合流した。第9話（第35話）では、カー用品店や整備工場から相棒のマイクロンと共に車のパーツを盗んでおり、トラック修理工場でバンブルビーたちと交戦してビークルモードに変形して逃げようとした際に、クレーン車に擬態していたグリムロックにフックで吊るされ、振り回されて目を回したところを再逮捕された。
シーズン3『Combiner Force（コンバイナーフォース）』第17話（第62話）ではスチールジョーと共に解放され、彼の仲間になった。
日本語版では語尾に「～っつの」がつき、「サイン、コサイン、タンジェント」と言いながら紋章を刻み込む。
グランドパウンダー / Groundpounder
声 - 稲田徹 / ジョン・ディマジオ
第19話から登場。ゴリラに似たディセプティコンで、ティールグリーンの大型パワーショベルに変形する。『コロッセムの破壊王』など数々の異名を持つグラディエーターのチャンピオンとして知られていたが、タイトルマッチで不正行為を働いた罪でマネージャーのヘッドロックと共に逮捕された経緯を持つ。アルケモア号墜落後はヘッドロックと共に工事現場に隠れて修行をしていたところ、クラウンシティドームで行われているモンスターカーバトルの試合に割り込み、チャンピオンとして認められた。飛び入り参加したグリムロックに苦戦を強いるものの、フィクシットの指示を受けたグリムロックに形成逆転され、その後会場に駆けつけたバンブルビーたちによって逮捕された。
シーズン2『マイクロンの章』第7話（第33話）では、スチールジョーによって解放され、グロウストライク一味に合流した。アルケモア号での決戦ではサンダーフーフと共に通信室でサイドスワイプ、ストロングアーム、グリムロックと交戦。特にグリムロックに「チャンピオンの座を返して貰う」と意気込んで一時は圧倒するが3人のコンビネーションに敗れる。
日本語版では語尾に「ッス」をつけるなど、対戦相手であろうとも砕けた印象の敬語で話す。
オーバーロード / Overload
声 - 相沢まさき / デイブ・フェノイ
シーズン2『マイクロンの章』第1話（第27話）から登場。アルケモア号の囚人としては珍しいヒューマノイド型のディセプティコンで、劇中では変形しなかったが、玩具ではエイリアンタンクに変形する。ボディの装甲が厚く防御力も高いため接近戦を得意としている。かつての大戦時、一流スパイとして悪名を轟かせ、オートボット幹部に変装しては多数の基地を陥落させていた。しかしオプティマスプライムとの戦いで正体を見破られて死闘の末に敗北し戦犯として捕えられた。なお、その際にオプティマスプライムと同行していたバンブルビーに重傷を負わせたことから、バンブルビーの因縁の相手となっている。
脱獄後、オプティマスプライムの復活を察知して基地を襲撃し、その混乱に乗じて脱獄したランサック&バックトラップをパートナーし、オプティマスプライムを誘き出すためにクラウンシティを襲撃し、駐車車両を破壊したり、キャンピングカーの中に人が乗った状態で破壊していたところに現れたバンブルビーとの戦闘の末、相棒のマイクロン二人に裏切られて敗北し、逮捕される。だが第7話にてスチールジョーによって解放され、グロウストライク一味に合流した。アルケモア号での最終決戦では捕らえたウィンドブレードの見張りをしていた際にドリフト、ラチェットと交戦。2人を圧倒して収容ポッドに閉じ込めたものの、捕らえ損ねたスリップストリーム、ジェットストームに隙を突かれて捕らえたオートボットを開放されてしまい、敗北した。
「他者への変装を得意とする」という能力からか、やたらと芝居掛かった動作や台詞回しが特徴で、自身を「主役」、他者を「脇役」や「大根」など、芝居になぞらえた表現で話す。また、劣勢に陥ると「顔はやめて」と懇願するなど、前作『プライム』に登場したディセプティコンの軍医で闇医師であるノックアウト（メディックノックアウト） / Knock Out（Medic Knockout）、ディセプティコンの女性戦士で追跡者であるエアラクニッド / Airachnid以上のナルシストでもある。

#### グロウストライクとその一味
『マイクロンの章』第3話（第29話）から登場するディセプティコンの一団。人里離れた海辺に墜落したアルケモア号をアジトとしている。全員アルケモア号の元囚人たちだが、クーデター後に囚人名簿を改ざんして自分たちのデータを消している。グロウストライク、スコルポノック、セイバーホーンを筆頭に、多数のサイクロン族や囚人たちで構成されているが、些細なことで騒動を起こすなどほぼ烏合の衆である。
グロウストライク / Glowstrike
声 - 佐竹海莉 / グレイ・グリフィン
一団を束ねる女性戦士で、朱色の蛍型ロボットに変形する。羽を発光させて掌からビームを発射して戦う。
アルケモア号墜落の混乱に乗じて脱獄し、セイバーホーン、スコルポノックらと結託してアルケモア号を制圧。看守のマイクロンたちを奴隷として酷使しながら、燃料や部品を調達してアルケモア号を修理し、地球を脱出して再び宇宙海賊として返り咲こうと目論んでいた。
そのために実力のある有能な仲間を求め、スチールジョーと結託した。しかし地球侵略を目的とするスチールジョーは最初から彼女たちに協力する気などなく、信頼し過ぎてディセプティコンハンターの管理を任せた結果、彼に反逆されてしまう。決戦の最中、バンブルビーが落としたディセプティコンハンターを奪い反撃を試みるも、スチールジョーに返り討ちにされてしまった。
スコルポノック / Scorponok
声 - 駒谷昌男 / ヴィクター・ブラント
グロウストライクに仕えるディセプティコンで、蠍型ロボットに変形し、長い尾を自在に操って戦う。マイクロンのブラジオンとクラウトをパートナーとするが、射出能力はない。
恐喝の前科があり、警察官の少ない地方の住民から金銭を巻き上げたり住宅を破壊するといった犯行を行っていた。口先だけの弱い奴を嫌っている。
第7話（第33話）ではスチールジョーの策略にはまり、バンブルビーらによって部下ともども逮捕され、事情を知らないセイバーホーンからは裏切り者として扱われた。
セイバーホーン / Saberhorn
声 - 喜山茂雄 / フレッド・タタショア
グロウストライクに仕えるディセプティコンで、赤紫のカブトムシ型ロボットから騎士のような姿に変形する。レイピアのような双剣を武器とし、騎士のような振る舞いをする一方、卑怯な手を使うこともある。
アルケモア号の修復のため、強力な合金の製作に使われる希少金属サーマトニウムを採取中にチームバンブルビーと交戦、その後かつてスチールジョーたちがアジトにしていた製鉄所でサーマトニウムを製錬しようとしていたところを見つかってしまい再戦、ラッセルを一時人質に取って有利に運ぼうとするも失敗、グリムロックに投げ飛ばされた隙に逃亡した。
第7話（第33話）では、スコルポノックがスチールジョーの策略で逮捕されたことを知らず、裏切り者として扱った。そしてスチールジョーを信頼し過ぎた結果反逆されてしまい、グロウストライクとともに返り討ちにされてしまった。
ブラジオン / Bludgeon、クラウト / Clout
声 - 佐藤せつじ（ブラジオン）、無し（クラウト） / ディー・ブラッドリー・ベイカー（二名とも）
第7話（第33話）で登場。スコルポノックに仕えるサイクロン族。棘の生えた球体に変形するため、ロボットモードも丸みを帯びた体型をしている。
「敵のリーダーと色が同じ」といった他愛のない話題から言い争いになり、二人で殴り合いの喧嘩をすることが多い。そのためスコルポノックからはいつも咎められている。
日本語版では2人とも「このヤローめ」が口癖となっている。
ブラジオンについては同名のプリテンダーとは名前以外の繋がりは無い。
アンヴィル / Anvil
声 - 無し / カルロス・アラズラキューイ
第8話（第34話）で登場。ビスクの相棒となったサイクロン族で、紫と青の球体からガーゴイルに似た姿に変形する。
幼稚な性格のため、お調子者なビスクからも鬱陶しがられている。
ハンマー / Hummer
声 - 無し / カルロス・アラズラキューイ
第8話（第34話）で登場。ビスクの相棒となったサイクロン族で、赤の球体からドラゴンに似た姿に変形する。
アンヴィル同様幼稚な性格のため、お調子者なビスクからも鬱陶しがられている。
バック / Back
声 - 無し / エリック・ボーザ
第9話（第35話）で登場。クイルファイアの相棒となったサイクロン族で、紫と緑の球体から4足の悪魔のような姿に変形し、彼の右肩に装着する。
口から引力を操る青いビームを放ちバンブルビーたちを苦戦させたが、最後は自分が引き寄せたガラクタの下敷きになり自滅した。
フォース / Forth
声 - 無し / エリック・ボーザ
第9話（第35話）で登場。クイルファイアの相棒となったサイクロン族で、青い球体から竜脚類に似た姿に変形し、彼の左肩に装着する。
口から斥力を操る赤いビームを放ちバンブルビーたちを苦戦させたが、ストロングアームの罠にかかって大型バスを吹き飛ばそうとした結果、体力を使い果たし力尽きた。

#### その他の囚人
ハンマーストライク / Hammerstrike
声 - 蜂須賀智隆 / デビッド・ケイ
第3話で登場。シュモクザメに似た姿のディセプティコンで、シュモクザメに手や足を生やしたようなロボットモードから水色の鮫型潜水艦に変形する。水中を自由に動けるシャークティコンで、粘り気のある海に棲んでいた自称サイバトロン最強の海賊。極端なまでに陸を嫌悪しており、立って歩くことも恥だと思っている。
地球の海も支配するために地球の海も淀んだ水にしようと企み、タンカーやオイル集積所を襲撃したが、バンブルビーとグリムロックのコンビネーションでドラム缶に閉じ込められた。
日本語版では「シャーク」という掛け声を出す一面もある。
チョップショップ / Chop Shop
声 - 多田野曜平、松島昭浩（日・右手クモ）、蒼井涼（日・左手クモ） / デヴィッド・ハント、ウィル・フリードル（米・右手クモ）
第4話で登場。5体の小豆色の6本足で、クワガタムシを思わせる大顎がついた蜘蛛型ロボットから1体の4つ目のトランスフォーマーに合体変形する合体兵士。盗賊として数え切れないほどの前科を持つ。
地球上から様々なパーツを盗み出し、宇宙船を建造して地球からの脱出を試みようとした。仕上げとして液体燃料を盗んだ際、ストロングアームに1体が捕まり右手が合体出来なくなったために無理矢理フィクシットと合体したが、反撃されて液体燃料で氷漬けにされる形で捕まった。しかし右手に変形する個体（以下：右手クモ）が逃走した。
その後、右手クモは第15話でナイトストライクに超音波を浴びせられて監禁されていたが、バンブルビーに助けられ、その恩を返した後、何処（いずこ）へと去った。第20話で再びデニーのスクラップ場に進入して仲間を助け出し、全員で逃走しようとしたところ暴走したフィクシットに殺されそうになるが、デニーがフィクシットを修理したため事なきを得て全員まとめて再逮捕された。
日本語版では博多弁で喋る。
なお日本語版において、左手に変形する個体を演じる声優はストリーミングサービスSHOWROOM内で開かれたオーディションで選ばれ、「臆病で慎重な性格の持ち主で、対照的な性格である右手クモに憧れている。寂しがり屋で、合体している時が一番幸せである」というキャラクター設定が明かされた。
テラショック / Terrashock
声 - 木村雅史 / ケビン・マイケル・リチャードソン
第5話で登場。アメリカバイソンやミノタウロスを彷彿とさせる姿をしたディセプティコン。ディセプティコンでは用心棒として働くバッファロイドという種族のトランスフォーマーで、茶色のゴミ収集車に変形する。怪力の持ち主だが、命令されないと混乱してしまう愚鈍な性格で、閉所恐怖症な一面もある。
大戦時にはコントレイルというディセプティコンの護衛をしており、彼の命令でオートボットとの戦闘に向かったところを逮捕されたらしい。収容されたポッドが博物館に回収され、ポッドから脱出後は博物館の展示品に混乱していたが、運よく博物館の外に脱走した。だがオートボットとの逃走劇の末、バンブルビーの機転を生かした攻撃で拘束された。
宝石コレクター フィルチ / Filch
声 - 小林ゆう / コンスタンス・ジマー
第7話で登場。青紫のメカカラスに変形する女性戦士。本物のカラス同様光る物を盗む癖があり、クラウンシティでは天使像の聖火の中に巣を設け、盗んだ金属などを収集していた。
橋の鉄骨を盗んだ際、デニーの被っていた帽子の金具に目をつけ、彼ごと巣へと連れ去ったが、デニーの連絡を受けたバンブルビーたちとの交戦の末、サイドスワイプが彼女の巣から投げた鉄骨が頭に直撃し、気絶したところを逮捕された。劇中ではほとんどビーストモードで活動しており、ロボットモードはワンシーンにて遠目から後ろ姿を見せたのみとなっている。
ペッド / Ped
声 - 阪口大助 / エディ・ディーゼン
第10話で登場。モグラやオケラやミミズを思わせる独特な姿から赤黒白のタンクローリーに変形する泥棒。
ドリルのように回転しながら巨大な鉤爪で地中を掘り進み、アリジゴクのように流砂を発生させて敵を地中に引き摺り込む。口から生えた一対の牙から強力な電撃を放ち、噛み付いた相手を麻痺させることも出来る。
サイバトロン星では仲間たちから虫呼ばわりされて馬鹿にされて来たが、脱獄後はアルケモア号から飛び散ったエネルゴンキューブを集め回り、それを利用して脱獄した仲間たちを服従させてリーダーになろうと目論んだ。だがデニーのスクラップ場に仕掛けられた罠に誘い込まれた際、サイドスワイプの挑発に乗ってステイシスポッドに入ってしまい、彼やジャズとの戦闘の末、デニーのクレーン車のマグネットが脳天に直撃して失神したところを逮捕された。
主従関係を強く意識しているためか、自分のことを「ペッド様」と呼ばないと怒る一面を見せる。
なおビークルモードでの登場は、ジャズとサイドスワイプにアジトの場所がバレて、その現場へ向かう際に披露したのみである。
マロドール / Malodor
声 - 伊藤健太郎 / ダニエル・ローバック
第14話で登場。スカンクティコンと呼ばれるスカンクに似た姿をした種族のリーダー。
同型の部下3体を従えており、尾からトランスフォーマーの五感を麻痺させる液体（連続して浴びせ続ければ機能停止させられると話している）を発射し、それで相手を無力化しては強盗などの犯罪を繰り返していた。
部下と共に脱獄後は一路ダムを目指していたが、脚が遅いためバンブルビーたちに先回りされてしまう。それでも得意技の毒液攻撃でチーム・バンブルビーを悉く翻弄し、再び逃走しようとしたところを行動を先読みされて仲間もろとも逮捕された。
ナイトストライク / Nightstrike
声 - 青山穣 / トム・ケニー
第15話で登場。白と黒の吸血コウモリに似た姿のディセプティコンで、青い目が特徴。ビークルモードの有無は不明。
特殊な超音波を発して動きを封じこんで繭に閉じ込めてからトランスフォーマーに悪夢を見せ、その隙にエネルゴンを吸い取る能力を持つ。
洞窟内に来たバンブルビー一行をそれぞれの場所で捕え、洞窟から出てきたデニーと外で待機していたフィクシットを攫って監禁した。食事中、ノーマークだったラッセルに他の仲間たちを助け出され、最終的には聴音回路をオフにしたグリムロックの攻撃により降参した。
バーテブレイク / Vertebreak
声 - 真殿光昭 / チャーリー・シュラッター
第16話で登場。ヘビのような姿をしたディセプティコンで、左右、腹に3本の腕があるのが特徴的。白に赤のラインが入った新幹線風の列車に変形する。
サイバトロン星では外科医にしてクリスタルシティ科学評議会の議員だったが、頭の付け替えといった違法改造を行ったマッドサイエンティストであり、評議会から追放され、自分より優れたトランスフォーマーのボディを奪って自分のボディと付け替えて協議会への復讐を目論んだ。実行前に逮捕されるも、アルケモア号墜落後に地下鉄の使われていない待避線をアジトにして復讐の再開を企てた。
自分の頭をサイドスワイプの胴体に挿げ替えてバンブルビーたちに襲いかかったが、頭だけになっていたサイドスワイプの指示を受けたバンブルビーたちによって追い込まれ、最後は後ろに回り込んだグリムロックに頭を殴られて気絶したところを逮捕された。
また、再度脱獄しないようにフィクシットは切り離した自身の胴体に頭部を戻さなかった。
劇中ではほとんどサイドスワイプのボディで活用している。
ビークルモードの登場はサイドスワイプの背後に停まった時だけであり、直接ビークルモードから変形するシーンは存在しない。
オクトパンチ / Octopunch
声 - 茶風林 / テッド・ビアシェリー
第18話で登場。タコのような姿をしたディセプティコンで、赤と水色の潜水艇に変形する。8本もの足はかなりの怪力だが、エネルギー受信装置にもなっており、タコのように墨を吐くこともできる。過去に海底に沈んだ船を乗っ取って宝を奪おうとした罪で逮捕された逮捕歴を持つ。
アルケモア号墜落後は海底に沈んだ宇宙船を乗っ取ってサイバトロン星への帰還を目論み、宇宙船の様々な防衛システムを駆使してチームを苦戦させるも、バンブルビーに足を縛り付けられて動きを封じられたところをグリムロックに何発も殴られて気絶し、逮捕された。
日本語版では語尾に「ゲソ」とつく。
ヘッドロック / Headlock
声 - 浦山迅 / エリック・ボーザ
第19話で登場。フォークリフトに変形し、左目が閉じているのが特徴。グランドパウンダーのマネージャーであり、グランドパウンダーからは「おっつぁん」と呼ばれ慕われている。
タイトルマッチで不正行為を働いた罪でグランドパウンダーとともに逮捕されていたが、アルケモア号墜落に伴い脱獄する。モンスターカーバトルではグランドパウンダーのセコンドをする傍ら、試合中に相手車両の動力部をスタンガンを仕込んだ指で破壊するなど不正行為を働いた。グリムロックに対しても同様の行為を働こうとしたが、グリムロックのセコンドとして試合に来ていたフィクシットに見抜かれ、殴り合いの末に降参した。その後、バンブルビーたちが到着した際、隙を見て逃げようとするが、ストロングアームによって逮捕された。
日本語版では老人口調で話す。
スカウル / Scowl
声 - かぬか光明 / マーク・ヒルドレス
第22話で登場。額に1本の角を生やした赤茶色のメカアンキロサウルスに変形するダイノボットで、尾が変形した「爆裂ハンマー」という戦鎚を武器とする。かつてはサンダーフーフの側近で、彼が騙し取った土地の家を破壊し住人を強制立ち退きさせるなどの地上げを行っていた。
グリムロックと同様に物を壊すことが好きだが、温厚で無関係の者たちを傷付けることを好まない彼とは違い、自身の破壊衝動を満たせるのであるなら他者の被る被害など全く顧みない自己中心的な性格。しかし明らかに自身の身体より細い電柱の陰に隠れようとするなど、どこか憎めない一面も持ち合わせている。
脱走後、解体工事中のスタジアムを破壊して遊んでいたところをグリムロックに発見されて、一緒にスタジアムを壊し仲良くなるが、グリムロックが自分を逮捕しようとしたため、人間を襲わないと約束し別れる。その後、彼が凶悪犯であることを知ったグリムロックがバンブルビーたちと一緒に彼を探していたところ、これを知ったスカウルは自分を裏切ったと思い込み（グリムロックは彼を改心させるつもりでいた）、彼らを攻撃した後、駅やリゾート施設を襲撃し、破壊の限りを尽くした。しかし最後はグリムロックの作戦に引っ掛かり、玉のオブジェをぶつけられて気絶したところを逮捕された。
日本語版の一人称は「オラ」。
ファンシークローズ / Fancyclaws
声 - 無し
第23話で登場。茶色のピューマの獣人のような姿をしたディセプティコン。ビークルモードの有無は不明。ウィンドブレードと戦っていたが敢え無く倒され、その場に居合わせたサイドスワイプを介してバンブルビーたちのところに連行された。
シーズン2『マイクロンの章』第5話（第31話） のレザーパウが登場するまで、こちらのキャラクターがレザーパウとして扱われた。
ジザ / Zizza
声 - 井上喜久子 / ジャッキー・ハリー
第23話で登場。女王バチ型ディセプティコンで、蜂型メカに変形する肥満体型の女性戦士。
毒を用いて他者を洗脳する能力を持ち、その毒に対する解毒剤はなく効果が切れるのを待つしかない。脱獄後は自分の毒の潜伏期間が人間の方がトランスフォーマーより長いことに気づき、空港周辺の人間を洗脳し、地球侵略を目論んだ。しかし本物の蜂と同様に低温に弱く、アジトにしていた格納庫には終始暖房をつけていた。この弱点を地球の動物について独自に調べていたストロングアームに見抜かれ、彼女たちの作戦にかかって外に誘き出されたところを、ウィンドブレードに叩き落とされて消火用冷却材を積んだタンクローリーに激突、冷え切って体温が下がったことで動けなくなったところを逮捕された。
劇中においてはほとんどロボットモードで活動しており、ビーストモードは終盤のみ披露した。
なお、本作品においてロボットモードとビーストモードのモチーフが同じなのは彼女が初である。
スード /  Pseudo
声 - 落合弘治 / エリック・ボーザ
第24話で登場。黒い蟻のような姿をしたディセプティコン。ビークルモードの有無は不明。かつてはその能力を生かし一流スパイとして活躍したが、敵対する他の惑星の生命体にサイバトロン星の機密を売った容疑で逮捕された。
他のトランスフォーマーに自在に変形する能力を持つが、本人が知らないことやドリフトのように分離するマイクロンまで真似ることは出来ない。逃亡先の西部開拓時代のゴーストタウンでチームバンブルビーに居場所を突き止められて洞窟に逃げ込み、チーム・バンブルビーのメンバーに変身してチーム・バンブルビーに攻撃を仕掛けた後、壊れた蒸気機関車を真似た変形をしてその姿で線路を走り逃走しようとしたが、ジェットストームとスリップストリームが線路を壊し、脱線したところを逮捕された。
ランサック / Ransack、バックトラック / Backtrack
声 - 奥田寛章（ランサック）、小林親弘（バックトラック） / スティーブン・ブルーム（二名とも）
マイクロンの中でも獰猛と恐れられるサイクロン族のマイクロンで、球体に変形する。ランサックは緑色でバックトラックは青色。攻撃力は高いが、性格は子供のように幼稚で無邪気であり、人語は話せない。2体ともオーバーロードの勧誘によりパートナーとなるが、バンブルビーの誘導によりオーバーロードを裏切った。
初登場は日本未公開のショートムービー5編で、第25話以前にジェットストーム、スリップストリーム、エアレイザー、ダイブボムの連携で逮捕されたことが明かされた。
ランサックの玩具はクレイジーボルトに付属する。
ランサックという名は『ギャラクシーフォース』の海外版である『CYBERTRON（サイバートロン）』に登場したガスケットの英名と似ている。
ポーラークロー / Polarclow
声 -木村雅史 / スティーブン・ブルーム
シーズン2『マイクロンの章』第1話（第27話）で登場。ホッキョクグマに似た姿のディセプティコンで、かつては極地のギャングだった。雪上車に変形する。超音波を放つ。
脱獄後は北極に潜伏し、雪山の上から遠征中のオプティマスプライム一同に、得意の超音波や氷塊を投げて応戦したが、ブリザードモードになっていたオプティマスプライム一同に海中に引き込まれて、水中で超音波が使えなくなったことにより敗れた。
クレイジーボルト / Crazybolt
声 - 山野井仁 / ジェームズ・アーノルド・テイラー
シーズン2『マイクロンの章』第4話（第30話）から登場。ツノトカゲに似た姿のディセプティコンで、ミントグリーンを基調としたマッスルカーに変形する。口から強力な火炎を放つだけでなく、パートナーのマイクロンであるスライスダイスを発射する能力を持つ。
元々はドラッグレーサーであったが、自身の走りを邪魔するものを容赦なく焼き尽くす自己中心的な性格で、サイバトロン星ではスチールシティを燃やした容疑で逮捕された。地球でも同様の行為を行っており、森を放火した際、バンブルビーたちがバードウォッチャーたちを救出している最中に、隙を見て逃亡した。
第7話（第33話）にてスチールジョーの策略でスコルポノックたちと共に呼び出され、スコルポノックたち共々バンブルビーたちに逮捕された。その際、スコルポノックの威圧的な態度に対して弱気になっていた。
玩具ではミサイル型のマイクロンではなくサイクロン族を射出し、発射時に唾液まみれになるためマイクロンたちから敬遠されている設定となっている。
スライスダイス / Slicedice
声 - 落合弘治 / ゲイリー・アンソニー・ウィリアムズ
アニメ版におけるクレイジーボルトのパートナーのマイクロン。ミサイルからオッドアイのトカゲのような姿に変形する。
レザーパウ / Razorpaw
声 - 三宅健太 / ジョナサン・アダムズ
シーズン2『マイクロンの章』第5話（第31話）に登場。先に登場したファンシークローズと同型だが別のキャラ。ピューマの獣人のような姿から茶色のオフロードカーに変形する。アルケモア号の囚人リストに載っていないが、自らデータを改ざんしたのか元々囚人でないのかは不明。
掌から相手のエネルゴンを吸い取る能力を持つが、基本的には弱った相手を狙うことが多い。また性格も傲慢で、部下となったグラシウスとスウェルターを見下してエネルゴンも残りかすしか与えない。
砂漠に潜伏していた時に遠征チームを見つけ、閉鎖された軍事施設に誘き出してサイドスワイプとドリフトをマイクロンたちに拘束させ、弱っていたウィンドブレードのエネルゴンを吸収した。だがその性格が災いし、エネルゴンの配分でスウェルターと揉めていた隙にオプティマスプライムに反撃され、逮捕された。
グラシウス / Glacius
声 - 小林親弘 / ユーリ・ローエンタール
レザーパウに仕えるマイクロンで、氷を操る。ミサイルに変形し、彼の右腕に装着する。
サイバトロン星ではスウェルターとコンビを組んで多くのディセプティコンに仕えてきた。
冷静で協調性を重んじる性格で、傲慢なレザーパウの機嫌を取りつつ気の短いスウェルターを嗜めている。
スウェルター / Swelter
声 - 小林健次郎 / ロビー・リスト
レザーパウに仕えるマイクロンで、炎を操る。ミサイルに変形し、彼の左腕に装着する。
仲間想いだが短気な性格ゆえ、自分たちを見下すレザーパウへの不満が絶えず、よくグラシウスに嗜められている。
トーポー / Torpor
声 - 無し
シーズン2『マイクロンの章』第6話（第32話）に登場。4足歩行で一つ目のマイクロンで、眼から強力な光線を放つ。
独自に衛星のような装置を製作していたところをバンブルビーたちと遭遇、目の光線でバンブルビーの目をくらませるも、グリムロックの罠に引っ掛かり彼の尾で叩かれ気絶したところを逮捕された。
シマコア / Simacore
声 - 大川透 / マシュー・ヤング・キング
シーズン2『マイクロンの章』第6話（第32話）に登場。オランウータンに似た姿の科学者で、キャタピラタイプの大型探査車に変形する。体の形状がグランドパウンダーと似ている。
凶暴な性格であり、実験に失敗した腹いせに同僚を暴行した罪でアルケモア号に収容されていた。脱獄後はエネルギー施設に忍び込み、宇宙船の製作に必要な材料を集めていたが、天才になったグリムロックに基板を持って行かれ、基板の奪還を目的にバンブルビーとストロングアームを人質に取るも、グリムロックらの機転で人質を解放されてしまう。
その後、元に戻ったグリムロックと頭脳勝負をし、グリムロックの問題に答えることが出来ずにいて、その隙をついたグリムロックのキャノンボールアタックを喰らい気絶、解放されたバンブルビーとストロングアームも無事救出し、後に逮捕された。
シーズン3『Combiner Force（コンバイナーフォース）』では再び脱獄し、かつてバーテブレイクが利用していた研究所をアジトとして、アクシオムとセオレムの同型クローンたちを大量に生み出し、グリムロックたちに復讐しようと目論んだ。
アクシオム / Axiom、セオレム / Theorem
声 - 佐々木拓真（アクシオム）、中務貴幸（セオレム） / ジェフ・グレン・ベネット（二名とも）
シマコアの助手のマイクロンで、ミサイルからテナガザルのような姿に変形する。
お互いの活躍を褒め合うなど、コンビネーションは抜群。
シルバーハウンド / Silverhound
声 - 無し
テラショックと同型のブルドッグ風のディセプティコン。灰色のゴミ収集車に変形する。
かつてサンダーフーフの用心棒として仕えていた。脱獄後、聴覚回路を故障したことでバンブルビーたちの説得も聞かず暴れ回り、グリムロックが人間に姿を見られた隙に逃亡を図るも、ストロングアームにタイヤを撃たれ動けなくなったところを逮捕された。
言葉は話さず、犬の鳴き声のような声を上げるだけ。
ストッケード / Stockade
声 - 江川央生 / グレッグ・バーガー
シーズン2『マイクロンの章』第11話（第37話）に登場。ネジを葉巻のように咥えた赤いアナグマのような姿をしたディセプティコンで、無数のメジャー・メイヘムを率いている。ビークルモードの有無は不明。
かつては一度も戦いに負けたことが無く、無敵を誇った将軍であったが、クーデターを起こしたために逮捕される。脱獄後はウィンドブレードの基地を襲撃し、武器庫の武器を狙ったが、負傷して武器庫に避難したドリフトに内側からバリアを張られて苦戦し、サイドスワイプとジェットストームとスリップストリームの連携攻撃によって敗れ、グランドブリッジを使って応援に駆けつけて来たグリムロックによって、無数のメジャー・メイヘムと共に連行される。
メジャー・メイヘム / Major Mayhem
声 - 無し / グレッグ・バーガー、エリック・ボーザ、ロジャー・クレイグ・スミス、ミッチェル・ホイットフィールド
シーズン2『マイクロンの章』第11話（第37話）に登場する、ストッケードの部下のサイクロン族で、緑と紫の球体に変形する。
何十体もの同型個体がおり、サイバトロン星からの武器と人間の軍事施設から強奪した銃火器で武装している。ストッケードの命令で数にものを言わせ、チーム・オプティマスプライム（オプティマス部隊）を苦戦させた。

#### スカベンジャーズ / Scavengers
シーズン2『マイクロンの章』第14話（第40話）から登場する、ディセプティコンのトレジャーハンターたち。全員体にこれまでの遺跡調査の際に負った傷がある。
サーミドーの宇宙船を拠点とし、かつてオートボットとディセプティコンの大戦の激戦地だった地球へと飛来し、かつての基地などから強力な武器などを探している。その過程でハイパーマイクロンたちと協力関係になるが、彼らがスタースクリームに追われていることは知らなかった。
第17話（第43話）でダークエネルゴンセイバーを見つけるも、一瞬の隙を突かれて宇宙船を奪われ、さらに襲来したスタースクリームにダークエネルゴンセイバーも奪われてしまった。第18話（第44話）では今までの入手した武器を使いスタースクリームへの報復を考えていたところをオプティマスプライムらと遭遇し交戦、一時は優勢だったが、チームワークの悪さが仇となって形勢は逆転し、最後はグリムロックとトリケラショットの連携に敗れ去って逮捕された。
クロートラップ / Clawtrap
声 - 山岸治雄 / アンドレ・ソグリウゾ
第15話（第41話）から登場する、スカベンジャーズのリーダー。クランプダウンと同型の緑色のカニ型ディセプティコン。ビークルモードの有無は不明。
サーミドーの宇宙船を奪い取る形でスカベンジャーズのリーダーとなり、多くのトランスフォーマーの遺産が眠る地球へと飛来した。第17話（第43話）でダークエネルゴンセイバーを発見するも、直後にハイパーマイクロンたちの裏切りで宇宙船を盗まれ、さらに襲来したスタースクリームにダークエネルゴンセイバーを奪われてしまった。第18話（第44話）・第19話（第45話）では今まで集めた武器を使いオートボットとハイパーマイクロンを追い詰め、強力なネットで一度は捕らえるも、サーミドーのせいで逃げられてしまい、最後はグリムロックとトリケラショッ トに倒された。
パラロン / Paralon
声 - 西凜太朗 / ジェイソン・スピサク
第14話（第40話）から登場。スコルポノックと同型で、紫色の蠍型ロボットに変形する。普段はバイザーをしているが、オフにすることも可能。
傲慢な自惚れ屋で、自らを「最強の遺跡ハンター」と自称する。バズストライクを引き連れてオメガワンに潜入したところをバンブルビーらと交戦、バズストライクの力によりバンブルビーとドリフトを返り討ちにし、強力なブラスターガンを発見した。しかしサイドスワイプに後をつけられており、彼の飛び蹴りで返り討ちに遭うが、バズストライクが彼の体を操って退却したことで難を逃れた。第18話（第44話）・第19話（第45話）では今まで集めた武器を使いオートボットとハイパーマイクロンを追い詰めるも、最後はグリムロックとトリケラショットに倒された。
日本国内では玩具はトイザらス限定で発売されているが、名称は「スカベンジャー」となっており、顔の造形も『ビーストウォーズ』のスコルポスに近いものとなっている。英語圏では商品名は「Paralon」のままであり同作に於いて製品とアニメで違うネーミングがされることは極めて稀なケースである。
スキャッタースパイク / Scatterspike
声 - 鷄冠井美智子 / ロビン・ワイガート
第15話（第41話）から登場。クイルファイアと同型のヤマアラシ型ディセプティコンで、スカベンジャーズの紅一点。赤紫のSUVに変形する。クイルファイアと同様に背中の毒針を射出して戦うが、毒の性質は1本ずつ異なる。
かつてはトレジャーハンターとしてあまり良い功績を出せず、仲間から「ガラクタしか見つけられない奴」と馬鹿にされてきた。その汚名を返上せんと、かつて最初にオートボットの宇宙船が飛来したセント・ヒラリー山にソートゥースを引き連れて襲来、基地内に見境なくドリルを掘り進めた結果、ドリルが暴走しセント・ヒラリー山を噴火させそうにしてしまう。
逃走劇の末にストロングアームの飛び蹴りを喰らい気絶したところを拘束され、噴火もストロングアームの活躍で阻止されたが、駆けつけたソートゥースのおかげで脱走に成功、帰還後は失敗を全てソートゥースに擦り付けていた。
第18話（第44話）・第19話（第45話）では今まで集めた武器を使いオートボットとハイパーマイクロンを追い詰めるも、最後はグリムロックとトリケラショットに倒された。
サーミドー / Thermidor
声 - 広田みのる / ジム・カミングス
第16話（第42話）から登場。ビスクと同型のロブスター型ディセプティコンで、青いスポーツカーに変形する。
スカベンジャーズの宇宙船は元々彼の物だったが、クロートラップに騙し取られてしまい、現在は協力しつつもクロートラップに復讐する機会をうかがっている。
ガンター神父の教会の洞窟内に埋まっていた、エネルギーの拳を纏わせるメリケンサックを入手し逃走、バンブルビーに追い詰められた際にはロープウェイの柱を切断すると脅して返り討ちにした。しかし足止めとして柱を切断しようとしたところをグリムロックと交戦、途中トリケラショットの妨害にも遭い油断したところをグリムロックに投げ飛ばされ気絶した。拘束前にクロートラップに助け出されたが、メリケンサックは奪還されてしまった。
第18話（第44話）・第19話（第45話）では今まで集めた武器を使いオートボットとハイパーマイクロンを追い詰めるも、欲を出してオプティマスプライムのプライムソードを奪おうとした結果、折角クロートラップがネットで捕らえたオートボットたちを解放してしまい、最後はグリムロックとトリケラショットの連携に敗れ去った。

#### スタースクリームとその一味
航空参謀 スタースクリーム / Starscream
声 - 平川大輔 / スティーヴン・ブルーム
シーズン2『マイクロンの章』第16話（第42話）から登場したメインヴィラン。かつてバンブルビーたちと死闘を繰り広げたディセプティコンの副官。劇中では変形しなかったが、玩具では前翼式のエイリアンジェットに変形する。一人称は「俺」。
外見こそ『初代』アニメシリーズや前日談『War for Cybertron（トランスフォーマー: ウォー フォー サイバトロン）』に酷似しているが、その正体は前作『プライム』のスタースクリームと同一人物で、最終作（最終シーズン）で完結篇である『Predacon Rising（プレダコン・ライジング）』の終盤、要塞ダークマウント跡地でこれまで見下してきたプレダコンたち（プレダキング、ダークスティール、スカイリンクス）のお礼参りを受け、ダークマウント内を必死に逃げ回っているうちに秘密の武器庫に偶然逃げ込み、そこにあった防衛システム（警備システム）でダークスティールとスカイリンクスを返り討ちにした（ただし、プレダキングは出なかったためどうなったかは不明だが、おそらく逃げたと思われる）。この一件を「自分が勇猛果敢に立ち向かいプレダコンたちを討ち取った」と誇張している。その後、武器庫を粗捜ししているときに容器に入れられたハイパーマイクロンたちを見つけ、彼ら7体の力を一つにするハイパーサージモードの力を使い、ディセプティコンを解散して自分を見捨てた主君メガトロンへの復讐と、彼が成し遂げられなかった宇宙制覇を成し遂げようと目論んだ。だが、ハイパーマイクロンたちは容器に出した途端脱走してしまい、傭兵3体を雇い彼らの行方を追った。その際、宇宙制覇には逞しいボディが必要だと考え、戦前のボディに再フォーマットしたことが第18話（第44話）の回想で明かされた。
第16話（第42話）にて先に地球に飛来したシェードロックからハイパーマイクロンたちが地球にいることを知り、第17話（第43話）にて地球に再来、クロートラップからかつて主君メガトロンが使用していたダークエネルゴンセイバーを奪い取った。そしてシェードロックたちが間違えて捕らえてきたフィクシットたちの口からバンブルビーが再び地球に来ていることを知り、彼を人質とした。第18話（第44話）までにトリケラショット以外の6体の捕縛に成功、さらに第19話（第45話）でトリケラショットを捕縛して彼らのボディごとパワーを吸収し、ハイパーサージモードとなる。その圧倒的な力でオートボットを蹂躙しようとするも、一瞬の隙を突かれてエアロボルトを解放されてしまい、そのエアロボルトと合体したオプティマスプライムと死闘を繰り広げた。最後はチーム・バンブルビーの作戦によって残る6体とも分離させられ、力尽きたところを拘束され、オプティマスプライムによってサイバトロン星へと連行された。
武器は前作と同じく両腕のブラスターと鉤爪だが、劇中では使用しなかった。また、第17話（第43話）にてダークエネルゴンセイバーを入手している。
また、唯一ビークルモードを披露しなかったスタースクリームは彼が初めてである。
シェードロック / Shadelock
声 - さかき孝輔 / キーク・ソーントン
シーズン2『マイクロンの章』第16話（第42話）から登場する、左目が義眼となった紺色のディセプティコン戦士。ビークルモードの有無は不明になっている。
傭兵としてスタースクリームに雇われ、一足先に地球に飛来しマイクロンたちの動向を探っていた。第17話（第43話）でオートボットの基地を襲撃した際に、スタースクリームの目当てのマイクロンと勘違いしてフィクシット、ジェットストーム、スリップストリームを拉致してしまい、スタースクリームから大目玉を喰らっていた。
スタースクリームに対しては雇い主としてしか忠誠を誓っておらず、度々報酬の催促をしていた。第19話（第45話）でハイパーサージモードとなったスタースクリームとオプティマスプライムの死闘に恐れをなして報酬を諦め逃げようとするも、バンブルビーのタックルを喰らい気絶したところを逮捕され、スタースクリームと共にサイバトロン星に連行された。
デザインは前作『プライム』に登場したディセプティコンマイナーの流用。
ラフェッジ / Roughedge
声 - 無し
シーズン2『マイクロンの章』第17話（第43話）から登場する、茶色の元オートボット戦士。グレネード弾や火炎放射を放つブラスターを武器とする。ビークルモードの有無は不明になっている。
シェードロックらと同様に傭兵としてスタースクリームに雇われた。第19話（第45話）でサイドスワイプを負傷させるも致命傷には至らず、ハイパーサージモードとなったスタースクリームとオプティマスプライムの死闘に恐れをなして報酬を諦め逃げようとするも、ジェットストームとスリップストリームの連携攻撃でバイザーを砕かれて逮捕され、スタースクリームと共にサイバトロン星に連行された。
デザインは劇中でも登場したオートボットの警備兵の流用。
レーザーホーン / Laserhorn
声 - 無し
シーズン2『マイクロンの章』第17話（第43話）から登場する、前作『プライム』でもバンブルビーたちを苦しめたインセクティコンの一人。『プライム』に登場した同族たちとはカラーリングが異なる。右腕のブラスターと左腕の鉤爪、その巨体と怪力を活かした肉弾戦で戦う。前作のインセクティコンとは異なり、本作品では原語版に近い寡黙な狂戦士として描かれている。
シェードロックらと同様に傭兵としてスタースクリームに雇われた。第19話（第45話）でハイパーサージモードとなったスタースクリームとオプティマスプライムの死闘に恐れをなして報酬を諦め逃げようとするも、グリムロックが投げたサイドスワイプのタックルを喰らい気絶したところを逮捕され、スタースクリームと共にサイバトロン星に連行された。

#### スタンティコン部隊（スタンティコンズ） / Stunticons
モーターマスターをリーダーとするディセプティコンの一団。シーズン3『Combiner Force（コンバイナーフォース）』の前半にてメインヴィランとして登場。大地を全て自分たちの支配する舗装道路とすることを目論んでおり、そのために地球に眠るサイバトロン星由来の遺物を捜索しており、チーム・バンブルビーと対立した。 前作『プライム』にて地球でチーム・プライム（オプティマス部隊）と死闘を繰り広げたディセプティコンの軍医で闇医師であるノックアウト（メディックノックアウト） / Knock Out（Medic Knockout）の助手としてパートナーを務めたディセプティコン兵士でありバルクヘッドとは因縁のあるライバル関係で登場した偵察兵であるブレークダウン（ウォーブレークダウン） / Breakdown（War Breakdown）、玩具のみでアニメ未登場の暴走兵であるスタントワイルドライダー / Wildrider（Stunt Wildrider）とデッドエンド / Deadendはスタンティコン部隊（スタンティコンズ）の一員になっている。
モーターマスター / Motormaster
声 - （日本版未放送） / トラヴィス・ウィリン
本作品の前半のメインヴィラン的存在。第2話（第47話）にて影の姿で登場し、第12話（第57話）から登場。スタンティコン部隊（スタンティコンズ）のリーダーで、キャブオーバータイプのトレーラートラックまたはフルトレーラーに変形する。「道路の王」のなるという野望を持ち、一味を恐怖で統率している。
武器は両刃の大剣。メナゾール（メナゾー/メナソー）に合体する際には胴体に変形する。
ヒートシーカー / Heatseeker
声 - （日本版未放送） / マイキー・ケリー
第1話（第46話）から登場。最初に登場したスタンティコン部隊（スタンティコンズ）の一員で、グレーを基調としたスポーツ・ユーティリティ・ビークルに変形する。好戦的かつ粗暴な性格で、暴れ回ることを生きがいとする。『初代』アニメシリーズにおけるワイルドライダー に相当する。
メナゾール（メナゾー/メナソー）に合体する際には左脚に変形する。ヒートマークに合体する際には胴体（上半身）に変形する。
ドラッグストリップ / Dragstrip
声 - （日本版未放送） / モーリス・ラマーシュ
第6話（第51話）から登場。『初代』アニメシリーズに登場したドラッグストライプ がモデルだが、本作品ではスポーツカーに変形する。日和見主義な性格で、利益のためなら仲間を裏切ることもある。
メナゾール（メナゾー/メナソー）に合体する際には右腕に変形する。ドラッグブレークに合体する際には胴体（上半身）に変形する。
ワイルドブレーク / Wildbreak
声 - （日本版未放送） / デイヴ・ウィテンバーグ
第6話（第51話）から登場。紺色を基調としたスポーツカーに変形する。臆病で主体性に欠ける性格で、よくコンビを組むドラッグストリップを苛立たせることもしばしば。『初代』アニメシリーズに登場したデッドエンド に相当するキャラだが、名前やデザインはワイルドライダー とブレークダウンに近い。またドラッグブレークの玩具では、なぜかドラッグストリップでなく彼がドラッグレースカーに変形する。
メナゾール（メナゾー/メナソー）に合体する際には左腕に変形する。ドラッグブレークに合体する際には胴体（下半身）に変形する。
スラッシュマーク / Slashmark
声 - （日本版未放送） / デビッド・ケイ
第12話（第57話）から登場。最後に登場したスタンティコン部隊（スタンティコンズ）の一員で、白と青を基調としたスポーツ・ユーティリティ・ビークルに変形する。傲慢な性格で、よく口悪く相手を侮蔑する。武器はタイヤからエネルギーフィールドを発生させた丸鋸やチャクラム。『初代』アニメシリーズに登場したブレークダウン をモデルとしている。
メナゾール（メナゾー/メナソー）に合体する際には右脚に変形する。ヒートマークに合体する際には胴体（下半身）に変形する。
ドラッグブレーク / Dragbreak
声 - （日本版未放送） / モーリス・ラマーシュ
第6話（第51話）から登場。ドラッグストリップとワイルドブレークのスタンティコン部隊（スタンティコンズ）2体が合体した姿。ドラッグストリップが上半身に変形し、ワイルドブレークが下半身に変形し、合体する。合体前の2体よりもマッシブな体格のおかげでパワフルな戦闘スタイルで戦い、ワイルドブレークの優柔不断さを補うことが出来る。
ヒートマーク / Heatmark
声 - （日本版未放送） / マイキー・ケリー
第12話（第57話）から登場。ヒートシーカーとスラッシュマークのスタンティコン部隊（スタンティコンズ）2体が合体した姿。ヒートシーカーが上半身に変形し、スラッシュマークが下半身に変形し、合体する。ヒートシーカーの好戦的な性格と、スラッシュマークのエネルギーフィールドを生み出す能力を武器とする。
メナゾール（メナゾー/メナソー） / Menasor
声 - （日本版未放送） / トラヴィス・ウィリン
第15話（第60話）から登場。スタンティコン部隊（スタンティコンズ）の5体が合体した姿。
武器はモーターマスターと同じく両刃の大剣。強力なパワーを誇るが、中心となるモーターマスターの恐怖支配や、メンバー全員が性格に難のある問題児ばかりなこともあり、ワイルドブレークやヒートマークより合体時の連携は悪い。

#### サイクロナスとその一味
サイクロナスをリーダーとするディセプティコンの一団。シーズン3『Combiner Force（コンバイナーフォース）』の後半にてメインヴィランで最終ボスとして登場。前作『プライム』から続く最後の相手。
サイクロナス / Cyclonus
声 - （日本版未放送） / ハリー・J・レニックス
本作品のメインヴィラン的存在。第25話（第70話）から登場。前翼式のエイリアンジェットに変形する。前作『プライム』での戦後の混乱に乗じて仲間たちと共にオートボットになりすますと、瞬く間に最高評議会の議員となりサイバトロン星を支配、新政府として「オプティマスプライムこそが先の大戦の最大の戦犯で歴史から抹消されるべき存在」という情報操作を行い、それに抗議したラチェットをディセプティコンの残党狩りを命じる形で地球へと左遷したほか、地球へと向かったバンブルビーを指名手配として懸賞金を懸けた。
また、第17話（第62話）ではスチールジョー、サンダーフーフ、アンダーバイト、クイルファイアを解放し、異空間「シャドウゾーン」へと追放されていたサウンドウェーブの復活にも手を貸していた。これによりディセプティコンが返り咲けるようにし、さらには地球を植民地として支配しようと目論んだ。
最終話である第26話（第71話）でサイバトロン星へと帰還したチーム・バンブルビーとの戦いで惑星中に正体を明かされると、ガルバトロナスとなってウルトラビーに合体した彼らを追い詰めるが、右腕を担当するサイバーワープが良心の呵責に耐え兼ねたことで統率が乱れてしまい、その隙を突かれてウルトラビーに敗れた。
武器は巨大な戦斧。ガルバトロナスに合体する際には胴体に変形する。
サイバーワープ / Cyberwarp
声 - （日本版未放送） / ブルック・ゴールドナー
第25話（第70話）から登場。VTOL機式のエイリアンジェットに変形する女性戦士。 最終話である第26話（第71話）で良心の呵責に耐え兼ねたことでガルバトロナスの統率を乱す。
ガルバトロナスに合体する際には右腕に変形する。
スカイジャック / Skyjack
声  - 無し
第25話（第70話）から登場。VTOL機式のエイリアンジェットに変形する女性戦士。
ガルバトロナスに合体する際には左腕に変形する。
トレッドショット / Treadshock
声  - 無し
第25話（第70話）から登場。屈強なエイリアンバギーに変形する。
ガルバトロナスに合体する際には右脚に変形する。
ライオットギアー / Riotgear
声  - 無し
第25話（第70話）から登場。屈強なエイリアンバギーに変形する。
ガルバトロナスに合体する際には左脚に変形する。
ガルバトロナス / Galvatronus
声 - （日本版未放送） / ハリー・J・レニックス
最終話である第26話（第71話）で登場。サイクロナスとその一味の4体が合体した姿。
武器はサイクロナスと同じく巨大な戦斧。非常に連携のとれた合体戦士。

#### 大戦時代のディセプティコン
破壊大帝 メガトロン / Megatron
前作『プライム』にて地球で暴れ回ったディセプティコンの破壊大帝。本作品では名前のみの登場。
『プライム』のシーズン3『Beast Hunters（ビーストハンターズ）』第13話（第65話）（最終話）にて、バンブルビーにマトリクスセイバーで胸部を貫かれ絶命し、愛刀ダークエネルゴンセイバーと共に地球の海底奥深くに沈んだが、長い間ダークエネルゴンを多量に摂取していたことで微かに生きながらえていた。最終シーズンで完結篇である『Predacon Rising（プレダコン・ライジング）』では、チーム・プライム（オプティマス部隊）がサイバトロン星（すなわちプライマス)を蘇生させたことで、かつて両軍が協力して封印したユニクロンの意識が呼応するようにユニクロンメガトロン / Unicron Megatronとして覚醒してしまい、サイバトロン星を破壊しに行こうとする彼に肉体を強化された上で乗っ取られ、ようやく復活したサイバトロン星を滅ぼしかける事態を招いてしまった。ユニクロンの精神がオプティマスプライムの活躍で引き剥がされ封印されたことで自由の身となるものの、ただ破壊を求めたユニクロンを故郷を滅ぼした己と重ねたことで改心し、スタースクリームやチーム・プライム（オプティマス部隊）たちの前でディセプティコンの解散を宣言、宇宙の彼方へと飛び去って行った。
本作では登場しないものの、この一件を恨んだスタースクリーム、ハイパーマイクロンやダークエネルゴンセイバーなど、戦中の彼の所業が火種となって騒動へと繋がっていくことになる。
情報参謀 サウンドウェーブ / Soundwave
声 - 無し / フランク・ウェルカー
前作『プライム』にて破壊大帝メガトロンの右腕として仕え、地球でチーム・プライム（オプティマス部隊）と死闘を繰り広げたディセプティコン戦士。前作同様、無人偵察機に変形する。胸部にレーザービークを格納し、電流を流すケーブル状の触手と腕に仕込んだレーザー銃、グランドブリッジを利用した戦闘スタイルで戦う。
『プライム』のシーズン3『Beast Hunters（ビーストハンターズ）』第13話（第65話）（最終話）にて、戦艦ネメシスでの最終決戦の最中、バンブルビーたちと親しくなった地球人たち（ジャック、ラフ、ミコ）の活躍で異空間「シャドウゾーン」に追放される末路を迎えた。最終決戦終結後にメガトロンの信号を追って地球に降りたが、メガトロンは既に去っていたのでそのまま何年も地球を彷徨っていた。
シーズン2『マイクロンの章』第10話（第36話）にて、オートボット基地のグランドブリッジが修復後のテスト試行をしていた隙をついて自らもグランドブリッジを開いてシャドウゾーンから抜け出し、バンブルビーをシャドウゾーンに送り飛ばした。そして基地の材料を利用して通信装置を作り、遥か遠くの宇宙にいる主君メガトロンをはじめ多くのディセプティコンの同胞を地球に呼び出そうと目論んだ。しかし長年戦っていなかったブランクでグランドブリッジをかつてより使い熟せていないことを見抜かれ、他のオートボットたちの罠に嵌まってバンブルビーを抜け出させてしまい、一瞬の隙を突かれてデニーにクレーン車のアームで薙ぎ払われ、再びシャドウゾーンに追放された。
シーズン3『Combiner Force（コンバイナーフォース）』ではサイクロナスから専用の改造を受けたマイクロンたちを与えられ、彼らを使役してディセプティコンハンターをオートボットから奪い取り、シャドウゾーンからの脱出を計る。マイクロンらは主にオートボットがスタンティコン部隊（スタンティコンズ）との戦いに取り組んでいる間を狙っており、第2話（第47話）ではスタントウィングにバンブルビーの持っていた1本を、第7話（第52話）ではトリックアウトにサイドスワイプの1本を奪い取らせた。途中、第11話（第56話）ではハイ・テストがストロングアームの1本を奪い取るのに失敗し、シャドウゾーンからの逃亡してしまうものの、第14話（第59話）でゴールドギアーが最後の1本の奪取に成功した。こうして全てのディセプティコンハンターを揃えると、今度は同じ筋からの協力で脱獄に成功したスチールジョーらと接触、彼らを脅し付け、原子力発電所からの核燃料棒の奪取を命じた。
そして第21話（第66話）にてとうとうシャドウゾーンから脱出する。前回の反省から、今回はシャドウゾーン内で通信機自体を完成させており、それと前述の核燃料棒を動力源として組み合わせ、シーズン2で失敗に終わったメガトロンとの接触を再び試みる。また、3本のディセプティコンハンターを組み合わせた武器の効果でパワーアップも遂げていた。クラウンシティにて通信機を市内で最高の高さを誇る銀行の屋上に設置、追って来たオートボットのうち、オプティマスプライムはレーザービークに任し、自身はチーム・バンブルビーのメンバーの相手に専念する。ディセプティコンハンター3本を組み合わせた剣でバンブルビーを氷漬けにしたものの、その隙を突いてサイドスワイプが通信機に接近、彼を氷漬けにしようとするも、逆にディセプティコンハンターをバンブルビーの方に飛ばされてしまう（このためパワーアップも解除された）。そのバンブルビーもグリムロックから受け取った工事現場の道具で氷を砕いて拘束から自由の身となり、サウンドウェーブに先んじてディセプティコンハンターを奪還した。挑発を受け、いつもの方法で攻撃を仕掛けるが、ディセプティコンハンターで触手の先端を切り落とされてしまい、その時の電気ショックでダウン、そこをさらに盗んだかつての得物で氷漬けにされて身柄を拘束された。レーザービークは逃走したハイ・テストと手を組みパワーアップしたオプティマスプライムにミサイルで撃墜、残った気力を振り絞り、触手で安全圏まで移動させて、起動させようとした通信機も同様の手段で破壊された。逮捕後はオプティマスプライムによりサイバトロン星へ連行され、そこで戦犯として裁判を受ける身となった。
細身だった姿から戦前のようなマッシブな体格になり、額の形とカラーリングは『初代』アニメシリーズや前日談『War for Cybertron（トランスフォーマー: ウォー フォー サイバトロン）』シリーズを彷彿とさせている。ただし前述の通り、本編ではディセプティコンハンターによるシュプリームモードへのパワーアップを遂げたため、カラーリングがそれに応じたものに変わっており、本来のカラーリングを見せたのはごくわずかな時間に限られていた。頭の方はこれまでと同様の顔だが、バイザーが赤一色に染まっていて、声を出す際はバイザーにオシロスコープ風の映像が映し出されるようになっている。これ以外にも敵の場所の特定をすると、その地点にマークが表示される場面もあった。ビークルモードは無人偵察機から屋根に銃火器を搭載した屈強な装甲車に変わり、レーザービークもより地球の鳥に近いフォルムとなった。戦闘スタイルも触手風のロボットアームは変わっていないものの、肩のミサイルランチャーが新たに武装として加わっている。
レーザービーク / Lazorbeak
前作より登場しているサウンドウェーブの胸部に格納された小型偵察機。本作品ではマイクロンの一種として扱われている。

### ハイパーマイクロン / Weaponizer Mini-Cons
シーズン2『マイクロンの章』から登場。スタースクリームに追われる7体のマイクロン。幼少のころにディセプティコンによって兵器として遺伝子操作を施された特別なマイクロンたち。強力な武器や防具に変形し、使用者に強大なパワーを与えるほか、ウェポンモードの際に触れた相手を操る能力を持つ。
スタースクリームから逃れるために、遺跡発掘に協力するのを条件としてスカベンジャーズに加わるが、宝の発掘のためならどんな卑劣な手段も辞さないスカベンジャーズのやり方には全員不満を抱えており、第17話（第43話）にて一瞬の隙を突いて彼らの宇宙船を乗っ取り逃亡した。第18話（第44話）まではオートボットたちへの不信感から対立していたものの、オプティマスプライムの説得を受けて心を開き、協力するようになる。第19話（第45話）にて全員スタースクリームに捕らえられ、ハイパーサージモードとなった彼に吸収されてしまったものの、オートボットらの活躍で解放された。戦いの後は、フィクシットたちに修理してもらったスカベンジャーズの船に乗り、安住の地となる星を求めて地球を去った。
エアロボルト / Aerobolt
声 - 小原雅人 / スティーブン・ブルーム
ハイパーマイクロンたちを束ねる青い猛禽類型のハイパーマイクロンで、胸当てに変形する。
冷静かつ慎重な性格で、スカベンジャーズのやり方に不満を持ちながらもオートボットのことも警戒している。第18話（第44話）では一度スタースクリームに捕まり、第19話（第45話）ではハイパーサージモードになった彼に吸収されてしまったが、サイドスワイプ・フィクシット・ジェットストーム・スリープストリームの活躍で装置の逆転により最初に解放され、オプティマスプライムと合体してハイパーサージオプティマスプライムとなり、スタースクリームを追い詰めた。
バズストライク / Buzzstrike
声 - 矢嶋友和 / リック・パスカロン
劇中で最初に登場したハイパーマイクロンで、背中に大きなエネルギーの翼を持ち、両刃斧に変形する。
第14話（第40話）にてパラロンと共にオメガワンに潜入し、バンブルビーたちを苦戦させるも、パラロンがサイドスワイプに敗れ気絶した時はパラロンを連れ退却した。
劇中ではパラロンが使用。玩具ではバンブルビーのパートナーだが、劇中では操ったのみである。
ソートゥース / Sawtooth
声- 松本忍 / クリスピン・フリーマン
サメの半魚人のような姿のハイパーマイクロンで、青い三叉矛に変形する。
第15話（第41話）にてスキャッタースパイクと共にセント・ヒラリー山に赴き、そこでストロングアームとフィクシットに遭遇し交戦するも、ドリルの暴走で山が噴火しそうになったため、彼らと協力して噴火を阻止した後、スキャッタースパイクを連れて逃走した。帰還後は失敗の責任をスキャッタースパイクになすりつけられるも、エアロボルトにオートボットたちの方が信用できると助言した。
第17話（第43話）ではオートボット基地に潜入した際、トリケラショットがフィクシットを攻撃しようとするのを諫めていた。第18話ではストロングアームとのコンビネーションでスカベンジャーズを追い詰めた。
トリケラショット / Tricerashot
声 - 各務立基 / ロビー・リスト
ダイノボットのハイパーマイクロンで、オレンジのメカトリケラトプスからブラスターガンに変形する。
第16話（第42話）にてサーミドーと共にガンター神父の教会内の洞窟に潜入し武器を確保するが、追手を防ぐための理由で見境なく人間に危害を加えようとするサーミドーに憤り、わざと彼の妨害を行った。
第18話（第44話）で仲間たちがオートボットたちに心を開いた後も、戦中から長い間虐げられてきたことで心を開けず一人単独行動をしていた。しかしテレパシーで仲間たちがスタースクリームに捕らえられたことを知り、仲間を助けるために戻ってきた。
グリムロックには同じダイノボットのため操れなかったことに加え、サーミドーとの戦いで彼の正義感を見て興味を持っており、バッシュブレーカーがグリムロックを操った際は悪い奴ではないと忠告した。第19話では彼とのコンビネーションでスカベンジャーズを撃退したことで、良き友人となり旅立ちの際はお互い手を振り合っていた。
バッシュブレーカー / Bashbreaker
声- 無し
マッシブな体型をしたハイパーマイクロンで、青緑のハンマーに変形する。
外見通りパワフルだが、クロートラップに脅された時は仲間を庇って自ら率先して行動するなど仲間思いな性格。
劇中ではグリムロックを操っていた。
ウィンドストライク / Windstrike
声- 無し
背中に翼を生やしたような青いハイパーマイクロンで、刃が金色の刀剣に変形する。
玩具ではサイドスワイプのパートナーだが、劇中では操ったのみである。
ランスロン / Lancelon
声 - 無し
中世の騎士のような黄金色のハイパーマイクロンで、両刃の大剣に変形する。
劇中ではドリフトを操っていたが、玩具ではディセプティコン陣営で、スタースクリームのパートナーとなっている。

### 最初の13人のプライム / Original Thirteen Transformers
前作『プライム』にて存在が語られた、善神プライマスによって生み出された『プライム』の世界における最初のトランスフォーマーたち。かつてユニクロンを打ち負かして追放し、サイバトロン星の文明の基礎を築いたとされており、多くのトランスフォーマーたちから神として畏敬の念を抱かれている。
マイクロナス / Micronus Prime
声 - 井上和彦 / エイドリアン・パスダー
最初の13人のプライムの一人でマイクロンの始祖たる存在。プライムのエリアと呼ばれる領域にて他の最初の13人のプライムたちと共にオプティマスプライムの修行を行っている。
プライムソードをオプティマスプライムに授け、その稽古を付けていたが、武器の使い方に悩む彼に対し、どこからか召喚した人間たち（実際にはホログラム）を演習用ドローンに襲わせるという場面を見せつけてオプティマスプライムを追い詰めることで彼に戦いにおける極意が何であるかを思い出させた。
ベクタープライム / Vector Prime
声 - 菊池康弘 / トロイ・ベイカー
最初の13人のプライムの一人。修行を終えたオプティマスプライムにスパークを注入した。
破壊大帝 メガトロナス / Megatronus Prime
声 - 立木文彦 / ギル・ジェラード
最初の13人のプライムの一人でありながらプライムを裏切った「堕落せし者（The Fallen）」。ドリルやロケットランチャーなどを装備したエイリアンタンクに変形する。
前日譚小説『Transformers: Exiles（トランスフォーマー: エグザイルズ）』によると、かつてのユニクロンとの戦いでは勝利に貢献するほどの優れた戦士でありながら力に溺れて堕落し、最初の13人のプライムの一人ソラスプライムを殺害して「堕落せし者」となったとされる。顔自体がディセプティコンマークとよく似ており前作『プライム』でメガトロンが結成したディセプティコンとの関連が示唆されている（実際『プライム』でも、メガトロンは自身の名をメガトロナスに因んでつけたこととなっている）。
第21話時点ではソラス殺害の罪により異空間に幽閉されていたが「ある存在」より力を得て（第26話でのオプティマスとの対決時に自ら語っている）行動可能となり、空間を越えて念波でアルケモア号に干渉して地球に墜落させスチールジョーたちを自由にした張本人。第21話にてスチールジョーに思念を送り、地球を与えることを条件にワープゲートを使って異空間に閉じ込められた自分を助けるよう命令。第25話で、スチールジョーたちに集めさせた部品でゲートを作らせ、異空間から戻って来た。
第26話でチームバンブルビーと交戦、スパーク融合装置を使い、地球の核となっているユニクロンのアンチスパーク（詳細は前作『プライム』より）と惑星サイバトロンのオールスパークを融合しようとする（それが成功すると両星は消滅するためスチールジョーに地球を与えるという話は嘘であった）が、オプティマスプライムによって阻止される。サイドスワイプの切り落としたクラウンシティ女神像の腕が頭上に落下しそれを持ち上げたところをシュプリームモードのバンブルビーたちのビームによって消滅し、その後の生死は不明になっている。
武器は両腕のカノン砲と右腕に収納している薙刀と、腕から展開するドリル。また、サイコキネシスなどの超能力も得意とする。
登場は第21話からだが日本版では先にOP映像でシルエットで登場している。また玩具も本編登場より先にトイザらス限定で販売されている。

### 人間
ラッセル / Russel
声 - 村中知 / スチュアート・アレン
バンブルビーらが初めて出会った地球人の少年。一人称は「僕」。その後、オートボット軍に協力する。冷静なふるまいをするが、その一方で母親に会えずさみしい思いをしている。父親からはラスティーと呼ばれている他、日本語版ではフィクシットからラッスンと呼ばれている。
デニー / Denny
声 - 北田理道 / テッド・マッギンレー 
ラッセルの父。クラウンシティ郊外で骨董品買取業を経営し、スクラップ場に住んでいる。妻はデンマーク・コペンハーゲンに出張中。
バンブルビーたちに自身のスクラップ場を臨時基地として提供してくれただけでなく、立ち入り禁止区域への侵入や一時的に人間たちの目を遠ざけるなどの手助けをしている。
ハンク / Hank
声 - 佐藤美由希 / ベイリー・ガンバートグリオ
ラッセルがアメフトを通して仲良くなった少女。ハンクは愛称で、本名はヘンリエッタ(Henrietta)。サイドカー付自転車に乗る。
姉御肌で面倒見の良い性格の持ち主。
ブッチ / Butch
声 - 湯浅涼 / ウィル・フリードル
ハンクとラッセルと一緒にフットボールで遊んでいる少年。ブッチは愛称で、本名はシンシア。ハンクには逆らえない。
日本語版では語尾にブヒがつく。
アーノルド / Arnold
声 - 山岸治雄 / トロイ・ベイカー
サンダーフーフを最初に目撃した男性。彼の姿を模した角をつけたヘルメットと青いマントを身につけている。
サンダーフーフを本物のシカピョンと思い込み、彼に脅迫されて言われるがままに友人たちとスペースブリッジ建設のための資材を調達していた。だがスペースブリッジを完成させたところで、妖怪「バンビピョン / Bumbeego」と「サイドスワピョン / Sideswingo」と名乗ったバンブルビーとサイドスワイプから立ち去るように言われ、仲間たちと逃げ去った。
その後はヘルメットを外し、バンブルビーとサイドスワイプのように木の枝を体にくくりつけて、彼らに祈りを捧げている。
ラリー・ラウ / Larry LaRue
声 - 土田大 / ジョン・カトブシッチ
骨董品買取業を営む男性。デニーのコレクター仲間だが、悪賢い性格のためデニーからは敬遠されている。
骨董品店を辞め、テレビ局でレアな骨董品を特集する番組を制作していると言い、仲間内の中でも最も多くの骨董品を取扱っているデニーのところへ訪れたが門前払いされ、彼が留守の間に塀を登って侵入し、ラッセルをうまく唆して撮影した。
実際はまだ骨董品買取業を続けており、デニーのところなら自分が今まで探して来たお宝があると考え、彼のコレクションを映像に収めることで、「テレビ局に映像を流して国中のコレクターにコレクションを買い占められたくなければ、自分が望むコレクションを売ってほしい」という取引を持ちかけた。映像にはフィクシットが悪戯して映ってしまっていたので、デニーから出された「もう二度とここに出入りしない」「ビデオカメラのメモリーチップを貰う」という条件を呑み、念願のものをちゃっかり手に入れて意気揚々と帰って行った。しかしデニーが一番大事にしているお宝は彼がカメラに収めた場所にはなかったため、デニーはあまり気にしていなかった。
ファーナム / Farnum
声 - 川原慶久 / ジョン・ディマジオ
クラウンシティのモンスターカー・バトルの司会者。エンターテインメント性を追求するタイプで、敗者には冷たい。
乱入して来たグランドパウンダーとヘッドロックの素性を知らぬまま気に入り試合に出場させる。最初はグリムロックに対して優勢を誇るグランドパウンダーに歓喜するが、激しさを増す闘いに恐れ慄き、最後は他の観客と共に崩れゆく会場のドームから逃げ出した。
ルックアウト
声 - 丸山エレキ / エリック・ボーザ
ジザの毒によって洗脳され、オートボットを監視している地球人の一人。
彼自身は真面目で実直な人物であり、ジザの企みについては考えていない。
日本語版担当者はレフティ同様オーディションで選ばれた。

## 設定
クラウンシティ / Crown City
ラッセルたちの住む街。デニーは近郊のスクラップ場で骨董品店を営んでいる。
自由の女神像を彷彿とさせる巨大な天使像があり、フィルチがこの像の聖火をアジトとして利用していた他、スチールジョーたちがメガトロナスを救出するためのワープホールを作動させるマシンの設置に利用していた。
アルケモア号 / Alchemor
フィクシットが管理人として乗船していたサイバトロン星の監獄船。200体ものディセプティコンをコールドスリープ状態でステイシスポッドに収容し投獄していた。
異空間に幽閉されていたメガトロナスが空間を越えて念波で干渉したことで地球に墜落させられ、グリムロックを除く全員が脱獄・行方不明となってしまった。
シーズン2『マイクロンの章』にて、デニーのスクラップ場に墜落したのは指令室のみで、大部分は酷い損傷もなくクラウンシティ近海に墜落していたことが判明した。グロウストライクたちの反乱により彼女たちの拠点「ディセプティコン島」となっていたが、オートボットたちの活躍で奪還され、再逮捕された囚人たちを乗せてサイバトロン星へ帰還した。
第23話にてストロングアームが指摘したように、投獄されていたほとんどが地球の生物を模した姿をしているのが特徴で、その能力や弱点にも似たところが多い。
ダイノボット / Dinobot
グリムロックやスカウルが属するトランスフォーマーの一種で、地球の恐竜に似た姿に変形する。
基本的に破壊衝動が強く本能のままに行動し、あまり頭も回る種族ではない。サイバトロン星ではグラディエーターとして活躍したり犯罪行為でその破壊衝動を満たす者が多い。
サイクロン / Cyclone
球体に変形するマイクロンの一種。球体モードの際にレーザー銃を展開して戦う。
マイクロンの中でも屈指の強さと獰猛さを誇るが、精神年齢は幼児並みで無邪気な個体が多い。
キャプチャーデバイス
アルケモア号に収容されていた、対脱獄囚用の武器。墜落の影響で、肝心な時に故障してしまうことも多い。
バンブルビーは電流ロッド、ストロングアームはクロスボウ、サイドスワイプは刀を彷彿とさせるキャプチャーデバイスを使用する。
ディセプティコンハンター / Decepticon Hunter
ストロングアームがアルケモア号の墜落現場で発見した、キャプチャーデバイスより強力な武器。
普段はロッド状だが、先端部が使用者の思う形に姿を変えることができ、三叉槍、剣、フレイル、ブラスターガンなどに変形する。
当初は故障してちゃんと変形しないことが多かったが、デニーとフィクシットが修理した後、デニーの集めたスクラップやレアメタルを使ってさらに2本造られ、キャプチャーデバイスに取って代わるようになった。
なお3つ重ねると体に頑強な鎧を纏わせる「シュプリームモード」になり、ビームを放つこともできることが明かされた。
プライムソード / Prime Decepticon Hunter
マイクロナスがオプティマスプライムに授けた、プライムのみが操ることができる聖剣。通常のディセプティコンハンターより強力な武器として扱われている。
ダークエネルゴンセイバー / Dark Star Saber
前作『プライム』にてメガトロンがユニクロンの血液ダークエネルゴンより作り上げた魔剣。
日本未放送のシーズン3『Beast Hunters（ビーストハンターズ）』第65話（第13話）（最終回）でバンブルビーに討ち取られたメガトロンと共に地球の海底億深くに沈んだが、シーズン2『マイクロンの章』第17話（第43話）にてスカベンジャーズたちに再発見され、その後地球に再来したスタースクリームの手に渡った。
メガトロンが制作時にプロテクトを掛けたのか、ダークエネルゴンを多量に摂取した者にしか操れないのかは不明だが、かつてダークエネルゴンを微量ながら摂取したことのあるスタースクリームですらハイパーサージモードにならなければ完全に扱いこなすことが出来なかった。
第19話（第45話）での戦闘後にオプティマスプライムによって回収された。

## 放送
当初本作はハブ・ネットワーク（ハズブロとディスカバリーチャンネルの合弁チャンネル）で2015年初旬に放送される予定だったが、社内でのハズブロの影響力が弱まりチャンネル名がディスカバリー・ファミリーと改名されたため、過去にトランスフォーマーの作品を放送してきたカートゥーン ネットワークで放送されることに決まった。
2015年1月13日、カートゥーン ネットワークは全世界での放映権を取得した。
2015年2月9日にはフランスのカナルJで放送され、全世界放送の先陣を切った。
英語版の放送は、2015年2月21日にオーストラリアのカートゥーン ネットワークが最初に行い、3月7日にはイギリス・アイルランドのカートゥーン ネットワークと中東・アフリカのカートゥーン ネットワークが英語版の放送を開始した。アラビア語版の放送はカートゥーン ネットワーク・アラビアが3月13日に行われた。
アメリカ合衆国では2015年3月14日にカートゥーン ネットワークで第1話・第2話が特別番組枠で放送され、3月21日に第1話の放送が行われる。

### 日本での放送
本作品の日本語版は2015年3月15日にアニマックスで第一話の放送が行われた。本作品の日本語版演出は、『ビーストウォーズ』から『プライム』まで、多数のトランスフォーマーシリーズに携わってきた岩浪美和から実写映画『トランスフォーマー』シリーズに携わってきた三好慶一郎に変更されている。また日本語版では吹き替え用の台本が、だいたいの台詞は原語版に忠実ではあるが、東北新社によって大きく書き換えられており、変形時にトランスフォームの掛け声が入ったり、日本式のギャグや声優によるアドリブなどが取り入れられているなど、日本の視聴者に合わせた作風になっている。TOKYO MXでの放送では、DVD化時に英語版が収録されたカナダ製作の『ビーストウォーズ』シリーズ以来、2か国語放送で英語版でも視聴できた。日本語版にはオープニング・エンディング映像が追加され、このうちエンディングは主題歌を歌うオートボットの6人が畳の上で踊る内容になっており、その様子が一部の視聴者たちの間で話題になった。

## スタッフ
制作総指揮のジェフ・クラインをはじめ、監督のデビッド・ハートマン、キャラクター&プロップアートディレクターのホセ・ロペスなど、多くは『プライム』からの続投となっているが、メイン脚本のアダム・ビーチェンやCG制作ディレクターの井手恵介といった新たなスタッフもメインとして起用されている。

### メインスタッフ
- 原作 - アダム・ビーチェン、デュアン・カピッツィ、ジェフ・クライン
- 制作総指揮 - ジェフ・クライン
- 制作プロデューサー - アダム・ビーチェン、デビッド・ハートマン（第27話 - ）
- 監督・アートディレクター - デビッド・ハートマン
- CG制作ディレクター - 井手恵介（第1話 - 第26話）→こうじ、坂間健太（第27話 - ）
- シリーズ構成 - アダム・ビーチェン、スティーブン・メルチング（第1話 - 第26話）
- キャラクター&プロップアートディレクター - ホセ・ロペス（第1話 - 第27話）→ウォルター・ゲイトス（第27話 - ）
- キャラクターデザイン&色指定 - アウグスト・バランコ、ウォルター・ゲイトス(第1話 - 第27話)
- 背景デザインスーパーバイザー - ヴィンス・トヤマ
- ビジュアルエフェクトアートディレクター - クリストフ・ヴァシェ
- タイミングスーパーバイザー - ジャン・ギル・キム
- キャスティング・音声監督 - ジェイミー・シモーヌ
- 音楽 - ケヴィン・マンセイ、ケヴィン・カイナー
- エグゼクティブプロデューサー - スティーブン・デイビス、塩田周三
- アニメーションプロデューサー - テレース・トゥルージロ
- プロデューサー - ジャック・リアン
- 制作 - ハズブロ・スタジオ
- アニメーション制作 - ポリゴン・ピクチュアズ
- 製作 - ダービーポップ・プロダクション、ハズブロ・スタジオ

### 日本語版スタッフ
- 企画 - 中野哲
- エグゼクティブプロデューサー - 石本隆史、田島豊
- プロデューサー - 平位俊雄、齋藤広明、須藤晴彦
- 翻訳 - 岡部康子
- 演出 - 三好慶一郎
- 音楽プロデューサー - 谷川寛人、及川光博
- 録音・調整 - 大谷征央
- 制作進行 - 高田由香
- 製作著作 - タカラトミー、アニマックス
- エンディングディレクター　ナカノ ヤスヒロ(NY)

## 日本語版主題歌
オープニングテーマ「SAVE THE FUTURE!!」
作詞 - 及川光博 / 作・編曲 - SAKOSHIN / 歌 - 及川光博
特典配布DVDでは第1話特別バージョンのOPを収録。
エンディングテーマ「TRY☆トランスフォーマーアドベンチャー↑↑↑」
作詞 - 六ツ見純代 / 作曲 - 佐々倉有吾 / 編曲 - 渡辺和紀 / 振り付け - 石川ゆみ
歌 - バンブルビー (木村良平)、ストロングアーム (近藤唯)、サイドスワイプ (濱野大輝)、フィクシット (松浦義之)、グリムロック (山橋正臣)、オプティマスプライム (楠大典)
間奏の部分では台詞が入るが、回ごとに担当するキャラクター、台詞が異なる。また、EDフィルムでは歌い出しのバンブルビーの掛け声も時期と共に変化している。

## 各話リスト
| 話数（通算）                                        | サブタイトル                       | 英題                             | 脚本                                        | ストーリーボード | 演出                     | リードアニメーター                                      | 放送日（豪/米）        | 放送日（日本） |
| シーズン1                                           | シーズン1                          | シーズン1                        | シーズン1                                   | シーズン1 | シーズン1                | シーズン1                                               | シーズン1              | シーズン1      |
| --------------------------------------------------- | ---------------------------------- | -------------------------------- | ------------------------------------------- | --- | ------------------------ | ------------------------------------------------------- | ---------------------- | -------------- |
| 1                                                   | 新たな冒険のはじまり               | Pilot (Part 1)                   | アダム・ビーチェン デュアン・カピッツィ     | デイヴ・ブロック アラン・コールドウェル マシュー・ハンフリーズ ラファエル・ロサド                                                     | デビッド・ハートマン     | 石間祐一 佐藤英美 加藤新人                              | 2015年 2月21日/3月14日 | 3月15日        |
| 2                                                   | チーム・バンブルビー、誕生         | Pilot (Part 2)                   | アダム・ビーチェン デュアン・カピッツィ     | デイヴ・ブロック アラン・コールドウェル マシュー・ハンフリーズ バイロン・ペニャランダ ラファエル・ロサド カーク・ヴァン・ウォーマー   | デビッド・ハートマン     | 石間祐一                                                | 2月21日/3月14日        | 3月22日        |
| 3                                                   | 大事なのはチームワーク             | Trust Exercises                  | アダム・ビーチェン マーシャ・グリフィン     | ライネル・フォレスタル マシュー・ハンフリーズ ブランドン・マッキニー                                                                  | スクーター・ティドウェル | 加藤新人                                                | 2月22日/4月4日         | 3月29日        |
| 4                                                   | たたかえフィクシット!              | More than Meets the Eye          | ニコール・ダバック スティーブン・メルチング | デイヴ・ブロック バイロン・ペニャランダ カーク・ヴァン・ウォーマー                                                                    | ヴィントン・ホイク       | 石間祐一                                                | 2月28日/4月11日        | 4月5日         |
| 5                                                   | バンブルビーの悩み                 | W.W.O.D.?                        | ガイ・トウベス                              | アラン・コールドウェル ピーター・ファーク ラファエル・ロサド                                                                          | トッド・ウォーターマン   | 佐藤英美                                                | 3月1日/4月18日         | 4月12日        |
| 6                                                   | 伝説の妖怪シカピョン、あらわる!?   | As the Kospego Commands!         | マイケル・ライアン                          | ライネル・フォレスタル マシュー・ハンフリーズ ブランドン・マッキニー                                                                  | スクーター・ティドウェル | 加藤新人                                                | 3月7日/4月25日         | 4月19日        |
| 7                                                   | ホームシック                       | Collect 'Em All                  | アダム・ビーチェン                          | マイケル・フォン バイロン・ペニャランダ カーク・ヴァン・ウォーマー                                                                    | ヴィントン・ホイク       | 石間祐一                                                | 3月8日/5月2日          | 4月26日        |
| 8                                                   | グリムロックの裏切り?              | True Colors                      | モレート・スコット                          | アラン・コールドウェル ピーター・ファーク ラファエル・ロサド                                                                          | トッド・ウォーターマン   | 佐藤英美                                                | 3月14日/5月9日         | 5月10日        |
| 9                                                   | ストロングアームの冒険             | Rumble in the Jungle             | ディーン・ステファン                        | ライネル・フォレスタル マシュー・ハンフリーズ ブランドン・マッキニー                                                                  | スクーター・ティドウェル | 加藤新人                                                | 3月15日/5月16日        | 5月17日        |
| 10                                                  | エリートガード、ジャズ登場         | Can You Dig It?                  | スタン・バーコウィッツ                      | デイヴ・ブロック バイロン・ペニャランダ カーク・ヴァン・ウォーマー                                                                    | ヴィントン・ホイク       | 石間祐一                                                | 3月21日/5月23日        | 5月24日        |
| 11                                                  | いたずらっ子、バンブルビー君       | Adventures in Bumblebee-Sitting! | マイケル・ライアン                          | アラン・コールドウェル ピーター・ファーク ラファエル・ロサド                                                                          | トッド・ウォーターマン   | 佐藤英美                                                | 3月22日/5月30日        | 5月31日        |
| 12                                                  | 侍トランスフォーマー、見参!        | Hunting Season                   | デビッド・マクダーモッド                    | マシュー・ハンフリーズ ライネル・フォレスタル ブランドン・クルーズ ブランドン・マッキニー                                             | スクーター・ティドウェル | 加藤新人                                                | 3月28日/6月6日         | 6月7日         |
| 13                                                  | 対決!ディセプティコン軍団          | Sideways                         | スティーブン・メルチング                    | ブライアン・バフ ポール・ハーモン フアン・メザレオン                                                                                  | フランク・マリーノ       | 石間祐一                                                | 3月29日/6月20日        | 6月14日        |
| 14                                                  | オプティマスプライムの試練         | Out of Focus                     | アダム・ビーチェン                          | チャールズ・E・ドロスト三世 ブランドン・クルーズ バイロン・ペニャランダ カーク・ヴァン・ウォーマー                                    | ヴィントン・ホイク       | 石間祐一                                                | 4月15日/6月13日        | 9月20日        |
| 15                                                  | 恐怖との戦い                       | Even Robots Have Nightmares      | ジョン・ロイ                                | チャールズ・E・ドロスト三世 バイロン・ペニャランダ カルリ・ミラン・スクィティエリ カーク・ヴァン・ウォーマー                          | ヴィントン・ホイク       | 佐藤英美                                                | 6月27日                | 9月27日        |
| 16                                                  | サイドスワイプ、危機一髪！         | Some Body, Any Body              | モレート・スコット                          | アラン・コールドウェル ピーター・ファーク ラファエル・ロサド                                                                          | トッド・ウォーターマン   | 加藤新人                                                | 7月4日                 | 10月4日        |
| 17                                                  | ドリフトの再来                     | One Of Our Mini-Cons Is Missing  | ザック・アトキンソン                        | ライネル・フォレスタル マシュー・ハンフリーズ ブランドン・マッキニー                                                                  | スクーター・ティドウェル | 石間祐一 ウィナイ・アタシット                           | 7月11日                | 10月11日       |
| 18                                                  | 海底の宇宙船                       | Deep Trouble                     | ハウィー・ニコル                            | ブライアン・バフ ポール・ハーモン ブランドン・クルーズ フアン・メザレオン                                                             | フランク・マリーノ       | 佐藤英美                                                | 7月18日                | 10月18日       |
| 19                                                  | モンスターカー・バトル             | The Champ                        | スティーブン・メルチング                    | チャールズ・E・ドロスト三世 ブランドン・クルーズ バイロン・ペニャランダ カーク・ヴァン・ウォーマー                                    | ヴィントン・ホイク       | 加藤新人                                                | 7月25日                | 10月25日       |
| 20                                                  | フィクシットの修理                 | The Trouble with Fixit           | アレックス・アーヴァイン                    | アラン・コールドウェル ピーター・ファーク ラファエル・ロサド                                                                          | トッド・ウォーターマン   | 余語真成 アミット・ラウト                               | 8月1日                 | 11月1日        |
| 21                                                  | 忍びよる魔の手                     | Lockout                          | ガイ・トウベス                              | ライネル・フォレスタル マシュー・ハンフリーズ ブランドン・マッキニー                                                                  | スクーター・ティドウェル | 佐藤英美                                                | 8月8日                 | 11月8日        |
| 22                                                  | もう一人のダイノボット             | Similarly Different              | デレク・ドレスラー                          | ブライアン・バフ ポール・ハーモン フアン・メザレオン                                                                                  | フランク・マリーノ       | 加藤新人                                                | 8月15日                | 11月15日       |
| 23                                                  | 伝説の女性戦士、ウィンドブレード   | The Buzz on Windblade            | モレート・スコット                          | アラン・コールドウェル ピーター・ファーク ブランドン・クルーズ ラファエル・ロサド                                                     | トッド・ウォーターマン   | 佐藤英美                                                | 8月22日                | 11月22日       |
| 24                                                  | ゴーストタウンの決闘               | Ghosts and Imposters             | ジョン・ロイ                                | ライネル・フォレスタル マシュー・ハンフリーズ ブランドン・マッキニー                                                                  | スクーター・ティドウェル | 加藤新人                                                | 8月29日                | 11月29日       |
| 25                                                  | よみがえる巨大な悪                 | Battlegrounds, Part 1            | デビッド・マクダーモット                    | ブライアン・バフ ポール・ハーモン ブランドン・クルーズ フアン・メザレオン                                                             | フランク・マリーノ       | 石間祐一                                                | 9月5日                 | 12月6日        |
| 26                                                  | メガトロナスとの決戦               | Battlegrounds, Part 2            | アダム・ビーチェン                          | チャールズ・E・ドロスト三世 マシュー・ハンフリーズ バイロン・ペニャランダ カーク・ヴァン・ウォーマー                                  | ヴィントン・ホイク       | 佐藤英美 ウィナイ・アタシット                           | 9月12日                | 12月13日       |
| シーズン2（マイクロンの章）                         |                                    |                                  |                                             | |                          |                                                         |                        |                |
| 27(1)                                               | 2つのチーム                        | Overload, Part 1                 | アダム・ビーチェン                          | ピーター・ファーク ジョン・フーパー ブランドン・マッキニー                                                                            | スクーター・ティドウェル | レオン・ユーハー                                        | 2016年 2月20日         | 7月3日         |
| 28(2)                                               | 宿命のライバル                     | Overload, Part 2                 | アダム・ビーチェン                          | ブライアン・バフ ポール・ハーモン カーク・ヴァン・ウォーマー                                                                          | フランク・マリーノ       | クリス・ナヴァスワン                                    | 2月27日                | 7月10日        |
| 29(3)                                               | 正体不明の敵                       | Metal Meltdown                   | ガイ・トウベス                              | チャック・ドロスト ショーン・ソング カーク・ヴァン・ウォーマー                                                                        | ヴィントン・ホイク       | ワラヤット・ウチャロエン                                | 3月5日                 | 7月17日        |
| 30(4)                                               | 火事を食い止めろ！                 | Suspended                        | モレート・スコット                          | ブランドン・クルーズ ティム・モルトビー ジェイソン・ズレック                                                                          | トッド・ウォーターマン   | パンサック・ブヤマノフ                                  | 3月19日                | 7月24日        |
| 31(5)                                               | 炎と氷のマイクロン                 | Cover Me                         | レン・ウェイン                              | ピーター・ファーク ジョン・フーパー ブランドン・マッキニー                                                                            | スクーター・ティドウェル | ジェリー・ラウチーウィン                                | 3月20日                | 8月7日         |
| 32(6)                                               | グリムロック、天才になる！         | Brainpower                       | デビッド・マクダーモット                    | ブライアン・バフ ポール・ハーモン フアン・メザレオン                                                                                  | フランク・マリーノ       | アティト・クリサナスワン                                | 3月26日                | 8月14日        |
| 33(7)                                               | スチールジョーの罠                 | Misdirection                     | ガイ・トウベス                              | チャールズ・E・ドロスト三世 ショーン・ソング カーク・ヴァン・ウォーマー                                                               | ヴィントン・ホイク       | レオン・イエウ・ハウル                                  | 3月27日                | 8月21日        |
| 34(8)                                               | ライブに潜入せよ！                 | Bumblebee's Night Off            | モレート・スコット                          | ブランドン・クルーズ ティム・モルトビー ジェイソン・ズレック                                                                          | トッド・ウォーターマン   | チュア・サン・イー                                      | 4月9日                 | 8月28日        |
| 35(9)                                               | グリムロックの変装                 | Impounded                        | ジョニー・ハートマン                        | ピーター・ファーク ジョン・フーパー ブランドン・マッキニー                                                                            | スクーター・ティドウェル | エアカラク・プラセトブンヤイ                            | 4月16日                | 9月4日         |
| 36(10)                                              | 強敵！サウンドウェーブ             | Portals                          | デビッド・マクダーモット                    | ブライアン・バフ ポール・ハーモン フアン・メザレオン                                                                                  | フランク・マリーノ       | チュア・サン・イー                                      | 4月23日                | 9月11日        |
| 37(11)                                              | 師匠と弟子の仲間割れ               | Outstanding                      | マーティン・フィッシャー                    | チャールズ・E・ドロスト三世 ショーン・ソング カーク・ヴァン・ウォーマー                                                               | ヴィントン・ホイク       | ジェリー・ラウチーウィン                                | 4月30日                | 9月18日        |
| 38(12)                                              | 2人のリーダー                      | Decepticon Island (Part 1)       | アダム・ビーチェン                          | ブランドン・クルーズ ティム・モルトビー ジェイソン・ズレック                                                                          | トッド・ウォーターマン   | アティト・クリサナスワン チャイラト・サチャホンプラサト | 5月7日                 | 9月25日        |
| 39(13)                                              | 総決戦！ディセプティコン島         | Decepticon Island (Part 2)       | アダム・ビーチェン                          | ピーター・ファーク ジョン・フーパー ブランドン・マッキニー フアン・メザレオン ショーン・ソング                                        | スクーター・ティドウェル | レオン・イエウ・ハウル チャイラト・サチャホンプラサト   | 5月14日                | 10月2日        |
| ミニシリーズ（新たなる敵）                          |                                    |                                  |                                             | |                          |                                                         |                        |                |
| 40(14)                                              | 進化形マイクロン、バズストライク   | History Lessons                  | アダム・ビーチェン                          | ヴィントン・ホイク フランク・マリーノ ブランドン・クルーズ スクーター・ティドウェル ブランドン・マッキニー カーク・ヴァン・ウォーマー | トッド・ウォーターマン   | エアカラク・プラセトブンヤイ                            | 10月22日               | 11月13日       |
| 41(15)                                              | フィクシットVSソートゥース         | brStrongarm's Big Score          | デビッド・マクダーモット                    | チャールズ・E・ドロスト三世 チャック・パットン ジェイ・ホン・キム カーク・ヴァン・ウォーマー                                          | ヴィントン・ホイク       | パンサック・ブヤマノフ                                  | 10月29日               | 11月20日       |
| 42(16)                                              | マイクロンたちを追う影             | Pretzel Logic                    | ウィル・フリードル                          | マイケル・チャン ブランドン・クルーズ ブランドン・マッキニー                                                                          | スクーター・ティドウェル | ワラヤット・ウチャロエン                                | 11月5日                | 11月27日       |
| 43(17)                                              | マイクロン全員集合！               | Mighty Big Trouble               | ジョニー・ハートマン                        | ポール・ハーモン フアン・メザレオン                                                                                                   | フランク・マリーノ       | チョン・ユーン・リグ                                    | 11月12日               | 12月4日        |
| 44(18)                                              | オプティマスプライムとエアロボルト | Mini-Con Madness                 | アダム・ビーチェン                          | マイケル・チャン ブランドン・クルーズ ティム・モルトビー                                                                              | トッド・ウォーターマン   | 片田博之                                                | 11月19日               | 12月11日       |
| 45(19)                                              | 総力戦！スタースクリームを倒せ     | Worthy                           | アダム・ビーチェン                          | チャールズ・E・ドロスト三世 チャック・パットン ジェイ・ホン・キム ショーン・ソング ブランドン・マッキニー カーク・ヴァン・ウォーマー  | ヴィントン・ホイク       | ナガサワカズキ                                          | 12月3日                | 12月18日       |
| シーズン3（Combiner Force（コンバイナーフォース）） |                                    |                                  |                                             | |                          |                                                         |                        |                |
| 46(1)                                               | （日本未放送）                     | King of the Hill, Part 1)        |                                             | |                          |                                                         | 2017年 4月29日         | （日本未放送） |
| 47(2)                                               | （日本未放送）                     | King of the Hill, Part 2         |                                             | |                          |                                                         | 4月29日                | （日本未放送） |
| 48(3)                                               | （日本未放送）                     | Defrosted                        |                                             | |                          |                                                         | 5月6日                 | （日本未放送） |
| 49(4)                                               | （日本未放送）                     | Blurred                          |                                             | |                          |                                                         | 5月13日                | （日本未放送） |
| 50(5)                                               | （日本未放送）                     | Sphere of Influence              |                                             | |                          |                                                         | 5月20日                | （日本未放送） |
| 51(6)                                               | （日本未放送）                     | Bee Cool                         |                                             | |                          |                                                         | 5月27日                | （日本未放送） |
| 52(7)                                               | （日本未放送）                     | The Great Divide                 |                                             | |                          |                                                         | 6月3日                 | （日本未放送） |
| 53(8)                                               | （日本未放送）                     | Get a Clue                       |                                             | |                          |                                                         | 6月10日                | （日本未放送） |
| 54(9)                                               | （日本未放送）                     | Out of the Shadows               |                                             | |                          |                                                         | 6月17日                | （日本未放送） |
| 55(10)                                              | （日本未放送）                     | Disordered Personalities         |                                             | |                          |                                                         | 6月24日                | （日本未放送） |
| 56(11)                                              | （日本未放送）                     | Guilty As Charged                |                                             | |                          |                                                         | 7月15日/7月29日        | （日本未放送） |
| 57(12)                                              | （日本未放送）                     | The Golden Knight                |                                             | |                          |                                                         | 7月16日/8月12日        | （日本未放送） |
| 58(13)                                              | （日本未放送）                     | The Fastest Bot Alive!           |                                             | |                          |                                                         | 7月22日/8月12日        | （日本未放送） |
| 59(14)                                              | （日本未放送）                     | Railroad Rage                    |                                             | |                          |                                                         | 8月5日/8月19日         | （日本未放送） |
| 60(15)                                              | （日本未放送）                     | Combine and Conquer              |                                             | |                          |                                                         | 8月12日/8月26日        | （日本未放送） |
| 61(16)                                              | （日本未放送）                     | Moon Breaker                     |                                             | |                          |                                                         | 8月19日/9月2日         | （日本未放送） |
| 62(17)                                              | （日本未放送）                     | Exiles                           |                                             | |                          |                                                         | 8月26日/9月9日         | （日本未放送） |
| 63(18)                                              | （日本未放送）                     | Breathing Room                   |                                             | |                          |                                                         | 9月16日                | （日本未放送） |
| 64(19)                                              | （日本未放送）                     | Prepare for Departure            |                                             | |                          |                                                         | 9月23日                | （日本未放送） |
| 65(20)                                              | （日本未放送）                     | Prisoner Principles              |                                             | |                          |                                                         | 9月30日                | （日本未放送） |
| 66(21)                                              | （日本未放送）                     | Collateral Damage                |                                             | |                          |                                                         | 10月7日                | （日本未放送） |
| 67(22)                                              | （日本未放送）                     | Something He Ate                 |                                             | |                          |                                                         | 10月14日               | （日本未放送） |
| 68(23)                                              | （日本未放送）                     | Sick as a Bot                    |                                             | |                          |                                                         | 10月22日               | （日本未放送） |
| 69(24)                                              | （日本未放送）                     | Five Fugitives                   |                                             | |                          |                                                         | 10月28日               | （日本未放送） |
| 70(25)                                              | （日本未放送）                     | Enemy of My Enemy                |                                             | |                          |                                                         | 11月4日                | （日本未放送） |
| 71(26)                                              | （日本未放送）                     | Freedom Fighters                 |                                             | |                          |                                                         | 11月11日               | （日本未放送） |

## 放送局
| 放送期間                                                                                          | 放送時間           | 放送局       | 対象地域 | 備考              |
| ------------------------------------------------------------------------------------------------- | ------------------ | ------------ | -------- | ----------------- |
| 2015年3月15日 - 6月14日 2015年9月20日 - 12月13日 2016年7月3日 - 10月2日 2016年11月13日 - 12月18日 | 日曜 9:00 - 9:30   | アニマックス | 日本全域 |                   |
| 2015年7月6日 - 12月28日                                                                           | 月曜 18:30 - 19:00 | TOKYO MX     | 東京都   | シーズン1のみ放送 |

| 配信期間                 | 配信時間           | 配信サイト                        | 備考                 |
| ------------------------ | ------------------ | --------------------------------- | -------------------- |
| 2015年3月20日 - 12月20日 | 金曜 13:00 更新    | ニコニコチャンネル                | 全話無料（期限未定） |
|                          | 金曜 21:30 - 22:00 | ニコニコ生放送                    |                      |
|                          | 金曜               | Hulu                              |                      |
|                          |                    | YouTube（タカラトミーチャンネル） |                      |

## 玩具
日本では「アドベンチャーシリーズ（海外ではウォーリアークラス）」と「イージーダイナミックシリーズ（海外ではワンステップチェンジャー）」をリリース。オプティマスの記憶の欠片ともいわれるエンブレム（プライムメモリー）をスマートフォンでスキャンすることでアプリと連動する遊びが施されており、そのためパッケージにはダミーシールを被せている。
シーズン2『マイクロンの章』ではマイクロンとの武装合体を押し出したアーマーシリーズが発売された。この製品は海外では別カテゴリーの製品であったため初期シーズンの製品に比べ若干のサイズダウンがされており変形も大幅に簡略化されている。また、国内ではサイクロンなどに専用ジョイントが追加されアドベンチャーシリーズの玩具の手のCジョイントに武装したりゴッドオプティマスプライムの胸部に合体させることが出来るようになった。ただしそのために一部ギミックが犠牲になったものもある。
シーズン3『コンバイナーフォース』では合体をメインに2体合体～5体合体する玩具が『クラッシュコンバイナー』シリーズとして発売されている。この合体機構は共通のジョイントシステムが使用されており同じカテゴリーの製品同士であれば自由に合体させられる。ただしそのため簡易変形に留められている。また「メックテックシリーズ」のようにミニコンを合体させることで強化形態が発動する『アクティベーター』シリーズもある。なお、これらの製品は日本国内ではアニメ未放送のため2020年現在国内未発売となっている。
アニメ未登場の人物（※）は本作品に合わせた設定がつけられている。

### アドベンチャー
- TAV01 バンブルビー
- TAV02 グリムロック
- TAV03 ストロングアーム
- TAV04 スチールジョー
- TAV05 フィクシット
- TAV06 アンダーバイト
- TAV07 ロードブロック※
- TAV08 グリジバー※
- TAV09 スワープ※
- TAV10 スラッグ※
- TAV11 ブラッディノックアウト※
- TAV12 ドレッドウイング※
- TAV13 ネメシスプライム※
- TAV14 ウルトラマグナス※
- TAV15 ロックダウン※
- TAV16 ボンブシェル※
- TAV17 シャープネル※
- TAV18 ドリフト
- TAV19 パワーグライド
- TAV20 アダムス
- TAV21 オプティマスプライム
- TAV22 サイドスワイプ
- TAV23 オートボットジャズ
- TAV24 マイクロンシューターフラクチャー
- TAV25 ディセプティコンラナバウト※
- TAV26 オーバーライド※
- TAV27 マイクロンシュータードリフト
- TAV28 グランドビーコンジェネラル※
- TAV29 バンブルビーシュプリームモード※
- TAV30 バトルグリムロック※
- TAV31 ブラックシャドー※
- TAV32 ランブル&フレンジー※
- TAV33 オプティマスプライムシュプリームモード
- TAV34 EZコレクション チームバンブルビーVSメガトロナスセット
- TAV35 EZコレクション オートボットVSディセプティコンセット
- TAV36 フラクチャー
- TAV37 メガトロナス
- TAV38 サンダーフーフ
- TAV39 クイルファイア
- TAV40 アイアンジャム※&バンブルビー鋼鉄アーマー[46]
- TAV41 グラビティ※&オプティマスプライム重力アーマー[46]
- TAV42 ボルケーノ※&グリムロック火山アーマー[46]
- TAV43 バリサンダー※&サイドスワイプ電撃アーマー[46]
- TAV44 バンブルビー&サイドスワイプシュプリームアーマーセット
- TAV45 オプティマスプライム&グリムロックシュプリームアーマーセット
- TAV46 オーバーロード
- TAV47 クレイジーボルト
- TAV48 EZコレクション チームバンブルビーvsサンダーフーフセット
- TAV49 EZコレクション オートボットvsクランプダウンセット
- TAV50 ハイパーサージオプティマスプライム
- TAV51 ハイパーサージバンブルビー
- TAV52 ソートゥース&ストロングアーム激流セット
- TAV53 ハイパーサージサイドスワイプ
- TAV54 スコルポノック
- TAV55 ウインドブレード
- TAV56 ネメシスプライム※
- TAV57 ハイパーサージスタースクリーム
- TAV58 ウインドストライクエッジ & サイドスワイプ 疾風アーマー
- TAV59 ラチェット
- TAV60 ビスク
- TAV61 ゴッドオプティマスプライム マイクロン超合体セット
- TAV62 スタースクリーム

対決セット
- TAVVS01 バンブルビー VS スチールジョー
- TAVVS02 グリムロック VS グリジバー
- TAVVS03 ストロングアーム VS ファントムジョー
- TAVVS04 サイドスワイプ & ステッパー
- TAVVS05 ドリフトオリジン & ジャズバトルモード

### イージーダイナミック
変形機構を簡易化したワンステップチェンジャーシリーズ。
- TED-01 ビッグバンブルビー
- TED-02 ビッググリムロック
- TED-03 サイドスワイプ
- TED-04 プロール※
- TED-05 ジャンキオン※
- TED-06 ビッグオプティマスプライム
- TED-07 バンブルビー
- TED-08 スチールジョー
- TED-09 グリムロック
- TED-10 ストロングアーム
- TED-11 ビッグスチールジョー
- TED-12 サンダーフーフ
- TED-13 ドリフト
- TED-14 フラクチャー
- TED-15 ビッグサイドスワイプ
- TED-16 ビッグサンダーフーフ
- TED-17 クイックバンブルビー
- TED-18 ビッグドリフト
- TED-19 スプリングロード
- トイザらス限定 ビッグメガトロナス

### 国内未発売
2020年時点、日本国内で未発売のもの。合体させるとスプリングのロックが解除されて一発変形する『1ステップチェンジャー』がメイン。

#### クラッシュコンバイナー
互いの前後に装備された合体ジョイントで『衝突させる』ように合体させて別の大型ロボットになるギミックを持つシリーズ。作中でも発動のきっかけが『衝突したこと』によるものだったことから名づけられた。
- ビーサイド
- プライムストロング
- スカイハンマー
- ドラッグブレイク
- ショックナドー
- プライムロック
- セイバークロー

#### チームコンバイナー
クラッシュコンバイナーと同じ合体ジョイントで4～5体の合体で1体の大型ロボットになる合体シリーズ。クラッシュコンバイナー製品を合体させることもできる（ただし腕としては機能しないし「ウルトラビー」では下半身としても成立しない）。メナゾール（メナゾー/メナソー）では「モーターマスター」が『初代』アニメシリーズ（G1）当初以来のキャブオーバータイプの『トレーラートラック』または『フルトレーラー』変形に回帰している。
- ウルトラビー
- メナゾール（メナゾー/メナソー）
- ガルバトロナス

#### アクティベーター
ミニコンとの合体で強化形態に瞬間変形する1ステップチェンジャーシリーズ。
- スタントウイング&バンブルビー
- トリックアウト&ストロングアーム
- グレートバイト&サイドスワイプ
- ハイ-テスト&オプティマスプライム
- レーザービーク&サウンドウェーブ